# Уэсли, Джон
Джон Уэ́сли (англ. John Wesley, 28 июня 1703 — 2 марта 1791) — английский священнослужитель, богослов и проповедник, был руководителем движения ривайвелизма в англиканской церкви, известного как методизм. Основанные им общины образовали костяк методистского движения, которое продолжается и по сей день.
Получив образование в школе Чартерхауз и колледже Christ Church (рус. Церковь Христа) в Оксфорде, Уэсли в 1726 году поступил в Линкольн-колледж (Оксфорд). Два года спустя он был рукоположён на должность священника англиканской церкви. Он руководил т. н. «Святым Клубом», обществом, члены которого занимались тщательным изучением Библии и старались вести благочестивую христианскую жизнь. Клуб был основан его братом, Чарльзом, среди его членов находился известный впоследствии проповедник Джордж Уайтфилд. После неудачного двухлетнего миссионерского служения в Саванне в колонии Джорджия Уэсли вернулся в Лондон и присоединился к религиозному обществу Моравских братьев. 24 мая 1738 года он испытал то, что впоследствии называл евангельским обращением. Тогда он ощутил, что его «сердце странным образом согрелось». Впоследствии он отделился от моравских братьев, начав самостоятельную деятельность.
Ключевой причиной значительного успеха деятельности Уэсли, как и Уайтфилда, были совершаемые им путешествия и проповеди под открытым небом. Однако, в отличие от Уайтфилда, который был кальвинистом, Уэсли был сторонником арминианства. Путешествуя по Великобритании и Ирландии, он организовывал небольшие группы христиан, которые уделяли основное внимание личной вере, ученичеству и религиозному обучению. Стойкости этих общин сильно способствовало то, что Уэсли, отправляясь с проповедью дальше, поручал заботу о созданных общинах другим проповедникам, в том числе не имеющим духовного сана. Под руководством Уэсли методисты также стали принимать активное участие в решении острых социальных проблем того времени. Так, они решительно выступали за тюремную реформу и отмену рабства на территории Соединённого Королевства.
Хотя Уэсли не был богословом-систематиком, он активно защищал идею христианского совершенства и боролся против кальвинизма, в частности, против его доктрины предопределения. Он считал, что христиане в этой жизни могут полностью достичь состояния, когда любовь Бога «царила бы в их сердцах», давая им не только внешнюю, но и внутреннюю святость. В своих проповедях он утверждал, что хоть средства благодати и играют определённую роль в освящении верующего, однако именно по вере верующий преобразовывается в подобие Христа, в то время как добрые дела лишь свидетельствуют о том, что это преобразование произошло. Он побуждал людей испытать Иисуса Христа лично «более превосходным способом» «христианского совершенства». Идеи Уэсли, известные как Веслианское богословие, продолжают быть основой вероучения методистских церквей.
На протяжении всей своей жизни Уэсли оставался приверженцем официальной англиканской церкви, настаивая на том, что методистское движение вполне укладывается в его традиции. Несмотря на это, в начале его деятельности ему запретили проповедовать во многих англиканских приходах, методистские общины стали преследовать. Позже он всё же добился признания, а уже к концу жизни его именовали как «самый уважаемый человек в Англии».

## Биография

### Ранняя жизнь

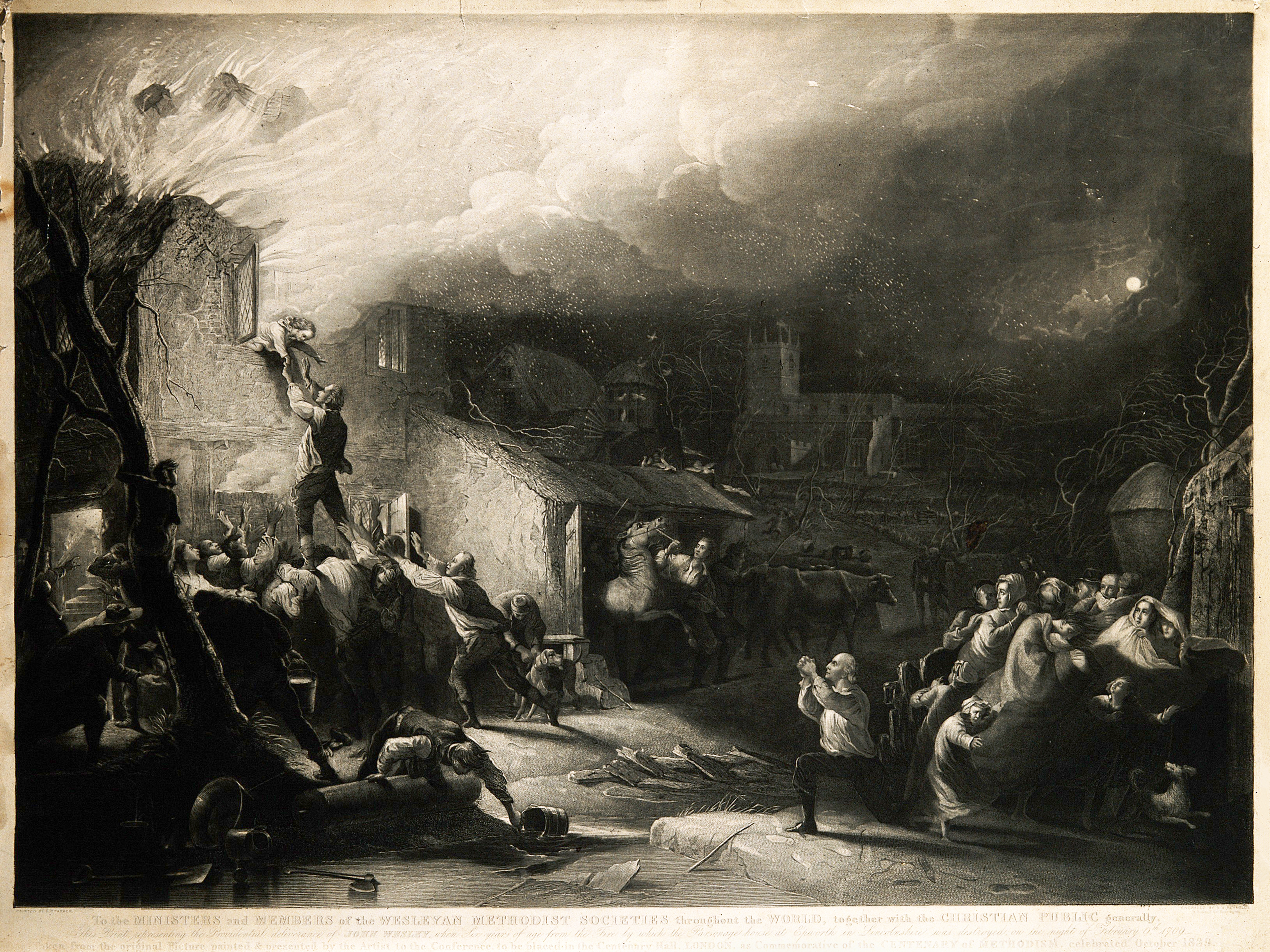
Спасение юного Джона Уэсли из горящего дома священника. Полотно

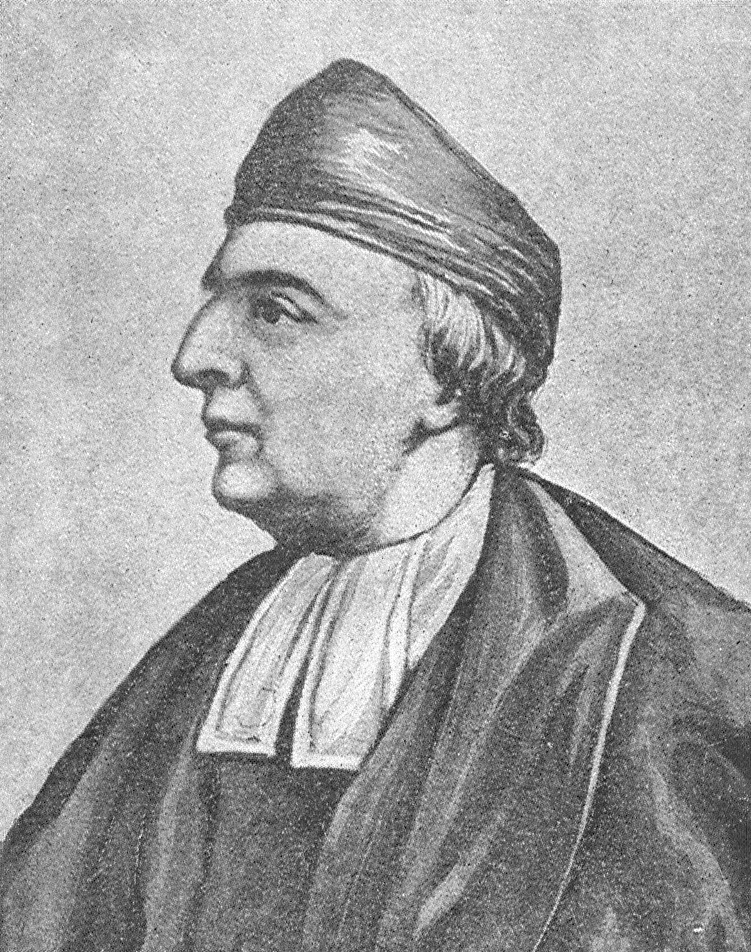
Самуэль Уэсли

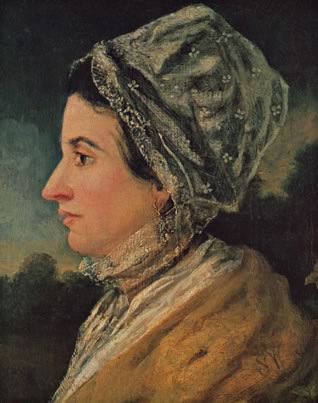
Сюзанна Уэсли

Джон Уэсли родился в 1703 году в Эпворте, что в 23 милях к северо-востоку от Линкольна, в семье Самуэля и Сюзанны Уэсли. Самуэль, будучи выпускником Оксфорда, в 1696 получил должность священника в Эпворте. Ранее, в 1689 году, он женился на Сюзанне, двадцать пятом ребёнке священника-диссентера Самуэля Аннесли, которая была очень образованной и талантливой женщиной. И Самуэль и Сюзанна ещё в юности стали членами англиканской церкви. Сюзанна родила Самуэлю девятнадцать детей, из которых девять умерли при родах и в младенчестве. Джон был их 15 ребёнком. Он рос вместе с двумя братьями и семью сёстрами. Отношения Джона (как и всех остальных детей) с отцом были натянутыми. Сюзанна, мать Джона, в отличие от мужа, имела крепкие отношения с Джоном и была его духовником до самой своей смерти.
Как и многие семьи в то время, родители Уэсли самостоятельно дали детям начальное образование. Каждый их ребёнок, включая девочек, умел читать так же хорошо, как ходить и говорить. Супруги Уэсли также стремились к тому, чтобы их дети в совершенстве овладели латинским и греческим, дети заучивали большие отрывки Нового Завета наизусть. Сюзанна проверяла каждого из детей перед обедом и после вечерней молитвы. Раз в неделю Сюзанна проводила личную беседу с каждым из детей, во время которой давала им духовные наставления и читала с ними Библию. Джону посвящался четверг. Дети воспитывались в строгости. Так, например, в возрасте одного года каждому ребёнку внушалось, что если он хочет плакать, то делать это нужно тихо. Также, детям не разрешалось есть между семейными приёмами пищи. В 1714 году, в возрасте 11 лет, Уэсли был отправлен на обучение в Чартерхаус в Лондон, где он жил прилежной религиозной жизнью, к которой привык с детства.
Помимо строгого воспитания, неизгладимый след в душе Уэсли оставил пожар в доме, который произошёл 9 февраля 1709 года, когда Уэсли было пять лет. Около одиннадцати часов вечера у дома загорелась крыша. Искры, падающие на детские кровати, и крики «огонь» с улицы разбудили супругов Уэсли. Им удалось вывести из дома всех своих детей, кроме Джона, который находился на верхнем этаже. Когда загорелась лестница, а крыша была готова вот-вот рухнуть, один прихожанин взобрался на плечи другого и достал Джон из окна. Сразу же после этого крыша обрушилась. Позднее Уэсли описывал этот инцидент цитатой из книги пророка Захарии: «головня исторгнутая из огня» (Зах. 3:2). Его мать после этого часто говорила, что он был сохранён Богом для особого предназначения. После этого случая Сюзанна стала уделять Джону особое внимание. Она приняла решение «быть особенно внимательной к душе этого ребёнка, которого Господь так милостиво сохранил для них».

### Образование

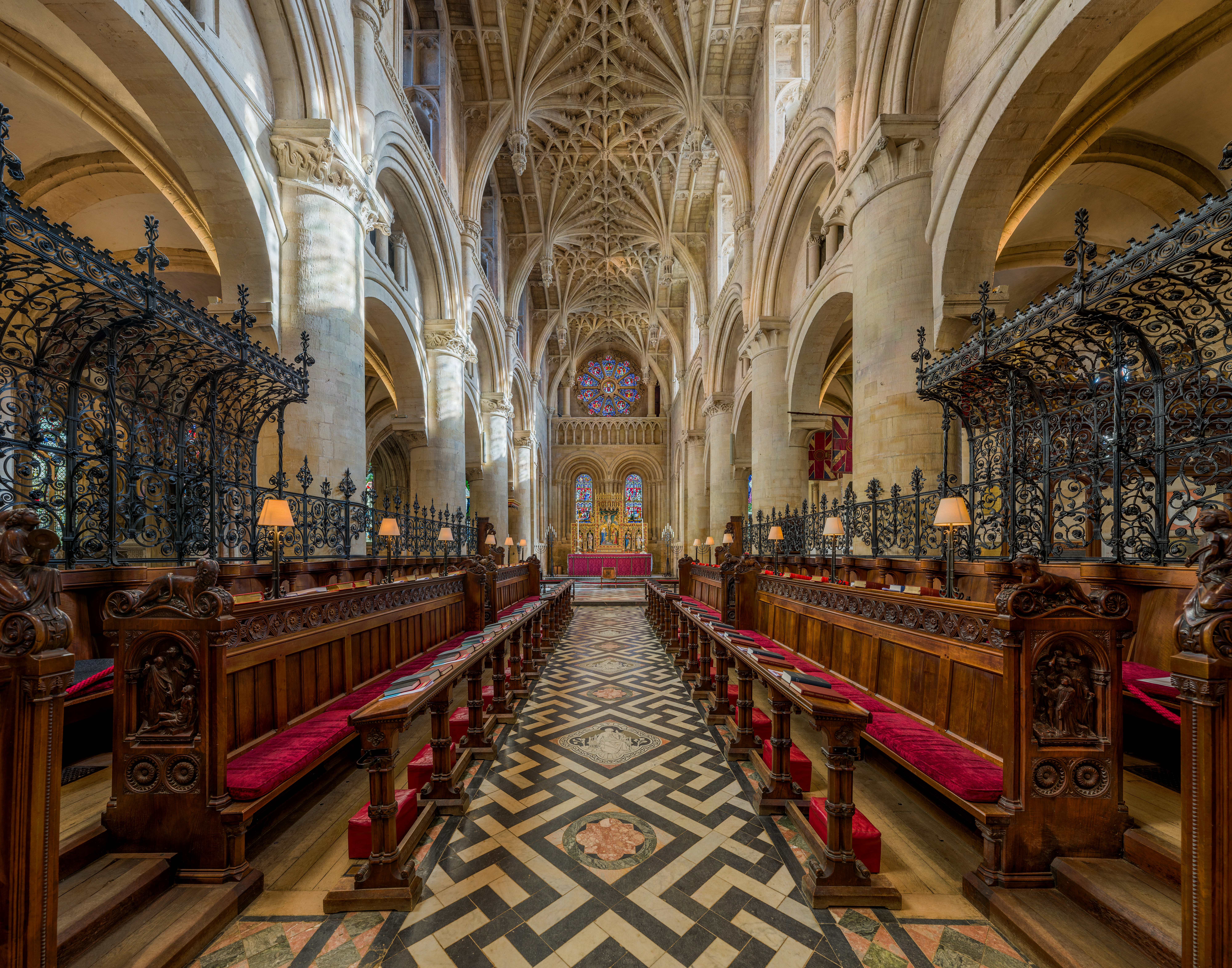
Крайст-чёрч, собор Оксфордской епархии, часовня колледжа Уэсли и место его рукоположения

В июне 1720 года Уэсли поступил в Крайст-чёрч, который и закончил через 4 года. 25 сентября 1725 года, по завершении обучения, он был рукоположён на служение диакона — духовный сан, необходимый для того, чтобы получить должность научного сотрудника и преподавателя в университете.
В год рукоположения он читал книги Фомы Кемпийского и Джереми Тейлора, проявляя значительный интерес к мистицизму. В это время он и начинает искать те религиозные истины, которые позже легли в основу великого английского пробуждения начала 18-го века. Чтение книг Уильяма Лоу «Христианское совершенство» и «Серьёзный призыв к благочестивой и святой жизни» дало ему, по его словам, более возвышенный взгляд на закон Божий. Он решил практиковать это внутренне и внешне как можно более последовательно, надеясь в послушании найти спасение. Он вёл крайне воздержанную жизнь, изучал Писание и усердно исполнял свои религиозные обязанности, часто лишая себя необходимого, чтобы подать милостыню. Он начал тщательно искать святости сердца и жизни.
В марте 1726 года Уэсли был единогласно избран преподавателем Линкольн-колледжа в Оксфорде. Должность преподавателя давала ему право на комнату в колледже и регулярную зарплату. Продолжая учёбу, он преподавал греческий язык, читал лекции по Новому Завету и председательствовал на ежедневных диспутах в университете. В 1727 году его академическая карьера на некоторое время прервалась. В августе этого года, после получения степени магистра, Уэсли вернулся в Эпворт, где отец попросил его помочь в попечении за пришедшим в упадок приходом соседнего городка Врута. Назначенный священником 22 сентября 1728 года, Уэсли нёс служение приходского священника более года. Отец, которому на тот момент было 70 лет, хотел, чтобы Джон после его смерти унаследовал его приход в Эпворте, но сын отказался. Свой отказ Уэсли мотивировал тем, что он может только там подвигать к святости других, где совершенствуется в святости сам. В ноябре 1729 года по просьбе ректора Линкольн-колледжа он вернулся в Оксфорд с сохранением своей должности младшего научного сотрудника.

### «Святой клуб»
Во время отсутствия Джона в Оксфорде его младший брат Чарльз поступил в Крайст-чёрч. Вместе с двумя сокурсниками он в этот период организовал небольшой клуб для учёбы и ведения благочестивой христианской жизни. По своём возвращении Джон стал лидером клуба, который несколько увеличился в количестве. Порядки клуба также стали строже. Клуб ежедневно собирался с шести до девяти часов для молитвы, пения псалмов и изучения Нового Завета на греческом. Каждый час в течение дня (кроме времени сна) они молились по нескольких минут и каждый день об одной добродетели. Хотя посещение церкви было обязательным только три раза в год, они принимали причастие каждое воскресенье. Участники клуба постились каждую неделю по средам и пятницам до трёх часов дня, как это было принято в ранней церкви. В 1730 году группа начала практиковать посещение заключённых в тюрьмах. Также, они проповедовали, освобождали, когда это было возможно, должников и заботились о больных.
Учитывая низкий уровень духовности Оксфорда того времени, неудивительно, что клуб Уэсли вызвал к себе негативное отношение. Они считались религиозными «энтузиастами», что в контексте того времени было равносильно фанатизму. Университетское сообщество в насмешку называло их «Святой клуб». Вскоре действия оппозиции стали агрессивными, что привело к психологическому расстройству и смерти одного из членов клуба, Уильяма Моргана. В ответ на обвинение, что «строгий пост» ускорил его смерть, Уэсли отметил, что Морган прекратил поститься полтора года назад. В том же самом письме, которое получило широкую огласку, Уэсли впервые сослался на имя «методист», которым «некоторые из наших ближних почтили назвать нас». Это имя было использовано анонимным автором в опубликованном в 1732 году памфлете, в котором Уэсли и его клуб были названы «Оксфордскими методистами».
Несмотря на всё своё внешнее благочестие, Уэсли стремился взрастить в себе внутреннюю святость или, по крайней мере, искренность, чтобы быть уверенным, что он — истинный христианин. Список «Общих вопросов», который он разработал в 1730 году, к 1734 году превратился в сложную таблицу, в которой он записывал свои ежедневные действия по часам, решения, которые он нарушал или исполнял, оценивал свои ежечасные действия по шкале от 1 до 9. Признаком истинного христианства Уэсли считал и презрение, с которым столкнулись он и его группа. Как он писал в письме своему отцу: «Ни один человек не находится в состоянии спасения пока его не начнут презирать». В 1735 году к клубу присоединился Джордж Уайтфилд.

### Миссионерская поездка в Джорджию
14 октября 1745 года Уэсли и его брат Чарльз отплыли на корабле «Симмондс» из Грейвсенда (Кент) в Саванну (колония Джорджия) по просьбе Джеймса Оглторпа, который основал колонию в 1733 году. Оглторп хотел, чтобы Уэсли стал священником недавно образованного прихода Саванны, нового города, построенного в соответствии со знаменитым Планом Оглторпа.

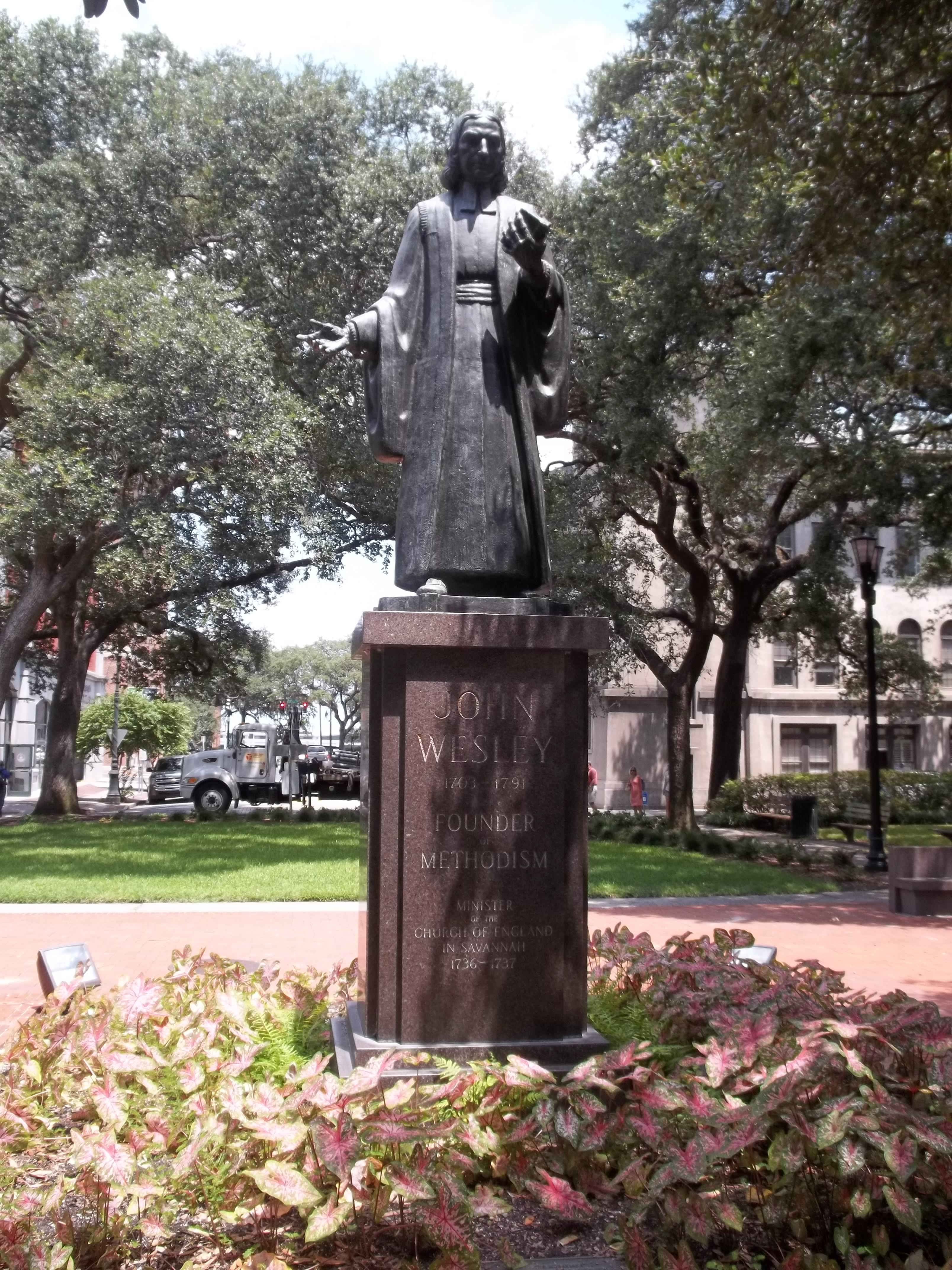
Статуя Джона Уэсли, Саванна, Джорджия, США

В этом путешествии Уэсли впервые столкнулся с миссионерами т. н. «Моравских братьев». Один из них во время путешествия спросил его, знает ли он Иисуса Христа. «Я священник, — ответил Уэсли, — и хорошо знаю, что Он — Спаситель мира». «Да, — продолжал брат, — но знаешь ли ты, что Он спас также и тебя?». Уэсли был впечатлён их глубокой верой и духовности, коренящейся в пиетизме. Однажды во время плавания корабль Уэсли попал в шторм, который сильно повредил судно. В то время, как англикане паниковали, моравские братья спокойно пели гимны и молились. Эта ситуация привела Уэсли к убеждению, что они обладали внутренней силой, которой ему так не хватало. Глубокая личная религиозность моравских братьев оказала сильное влияние на убеждения Уэсли и богословие методистского движения.

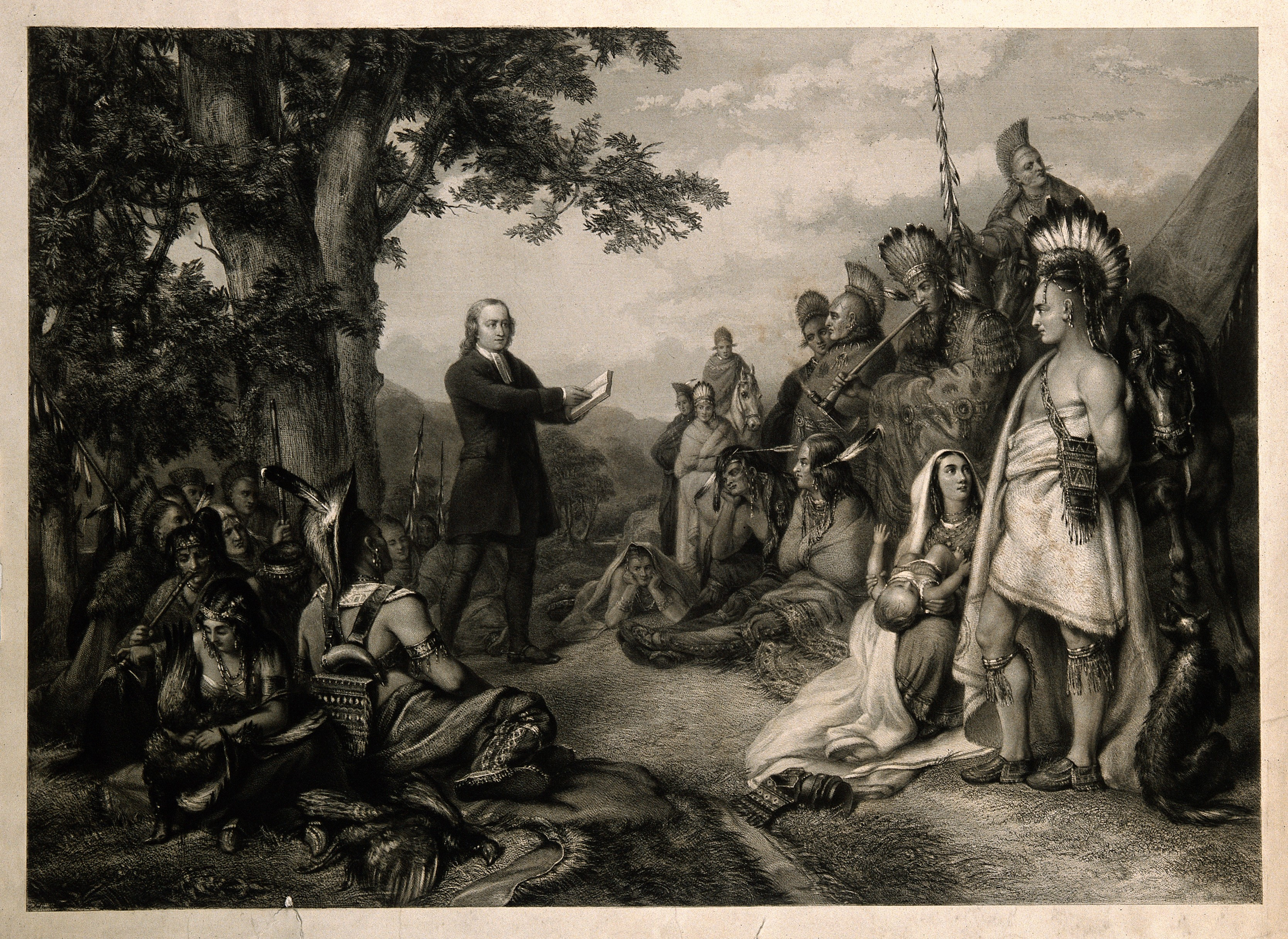
Уэсли проповедует в племени индейцев. Гравюра

В феврале 1736 года Уэсли прибывает в колонию. В миссии в Джорджии он видел возможность возродить ранее христианство в девственной среде. Также, одной их его основных целей была евангелизация среди коренного индейского населения колонии. Немногочисленность духовенства в колонии в значительной степени ограничивала его служение европейским поселенцам в Саванне. Хотя его деятельность, в сравнении с его последующим успехом в евангельском пробуждении в Англии, часто считается провальной, Уэсли удалось собрать вокруг себя группу преданных христиан, которые организовались в несколько небольших общин. Посещаемость церковных служб и причастий также возросли в течение тех двух лет, когда Уэсли являлся приходским священником Саванны.
Тем не менее, служение Уэсли среди колонистов имело переменный успех и, в конечном счёте, завершилось разочарованием после того, как Уэсли влюбился в молодую женщину по имени София Хопки. Он так и не решился жениться на ней потому что считал, что главной целью его пребывания в Джорджии была миссионерская деятельность среди коренных американцев. Кроме того, его очень привлекала практика безбрачия духовенства. После её брака с Уильямом Уильямсоном Уэсли увидел, что прежнее религиозное рвение Софии уменьшилось. Строго применяя положения «Книги общих молитв», Уэсли отказался преподать ей причастие после того, как она не предупредила его заранее о своём намерении принять его. В результате против него началось судебное разбирательство, положительный исход которого был маловероятным. В декабре 1737 года Уэсли бежал из колонии и вернулся в Англию.
Одним из наиболее значительных достижений миссии Уэсли в Джорджии было издание им «Сборника гимнов и псалмов». «Сборник» стал первым англиканским музыкальным сборником, изданным в Америке, и первым из многих сборников гимнов, изданных Уэсли. Сборник также содержал пять гимнов, которые Джон перевёл с немецкого.

### «Олдерсгейтский опыт» Уэсли

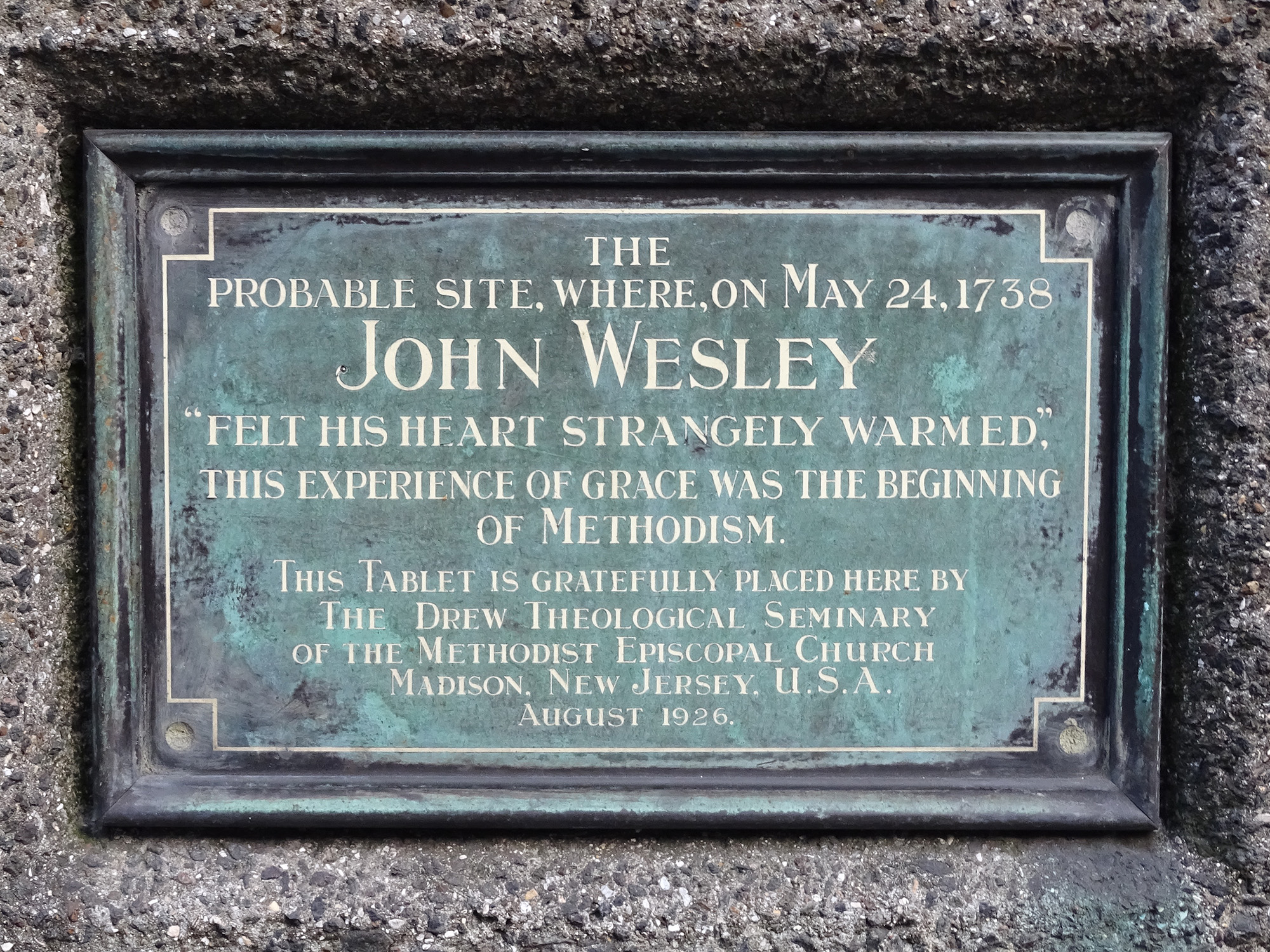
Мемориальная доска, установленная в августе 1926 года Богословской семинарией Дрю

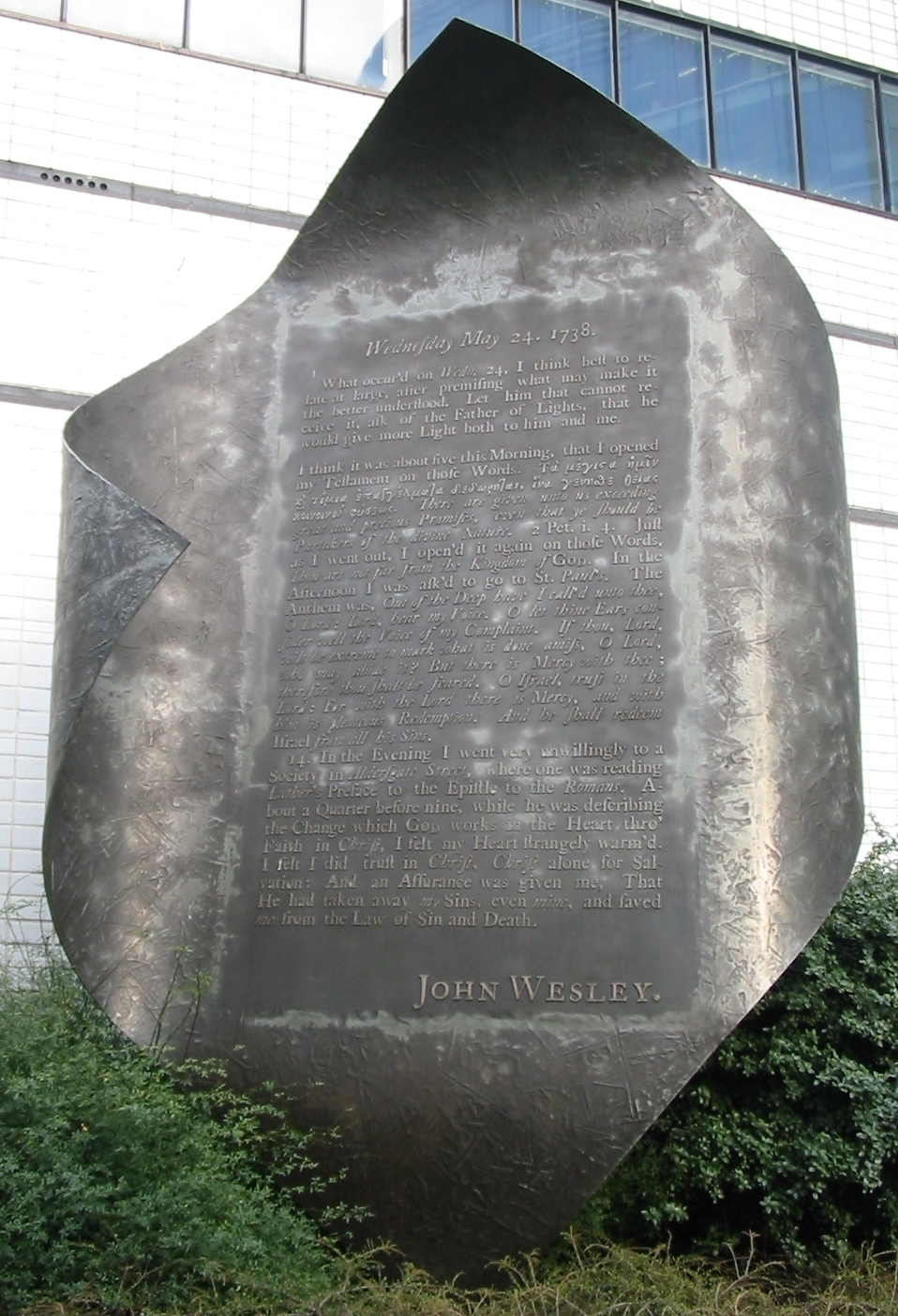
Мемориальная доска «Пламя Олдерсгейта» с отрывком из дневника Уэсли, описывающим его опыт

Уэсли вернулся в Англию подавленным и разбитым. После возвращения он стал посещать богослужения моравских братьев. Там он вместе со своим братом Чарльзом слушал наставления молодого моравского миссионера Питера Белера, который временно находился в Англии в ожидании разрешения на отъезд в Джорджию. 24 мая 1738 во время собрания на Олдерсгейт-стрит в Лондоне произошёл так называемый «Олдерсгейтский опыт». На этом собрании он услышал чтение предисловия Мартина Лютера к Посланию к Римлянам, во время чего ощутил «необычное тепло» у себя в сердце. Так состоялось его обращение, которое произвело революцию в характере и методе служения Уэсли. Чарльз пережил такое же обращение несколькими днями раньше. Неделей раньше Джон был сильно впечатлён проповедью Джона Хейлина и пением хора в соборе Святого Павла который исполнял Псалом 129, где автор призывает Бога «из глубины» (Пс. 129:1). Но тогда это был всё ещё тот подавленный Уэсли, который обратился через неделю, на богослужении 24 мая. Уэсли так написал о своём обращении в дневнике:

Вечером я очень неохотно пошёл на богослужение на улице Олдерсгейт, где читали предисловие Лютера к Посланию к Римлянам. Примерно без четверти девять, когда он рассказывал об изменениях, которые Бог совершает в сердце через веру во Христа, я почувствовал, как странно согрелось моё сердце. Я чувствовал, что доверяю Христу, только Христу в вопросе своего спасения, и мне была дана уверенность в том, что Он забрал мои грехи, и спас меня от закона греха и смерти.— 
Несколькими неделями позже Уэсли говорил проповедь на доктрину спасения по вере, за которой последовала другая, на Божью благодать «бесплатной во всём и бесплатной для всех». Рассматриваемый этот поворотный момент, Дэниел Бенетт пишет: «Значение опыта Олдерсгейта для Уэсли является фундаментальным … Без него такие имена как „Уэсли“ и „Методизм“, вероятно, были бы не более чем неясными сносками на страницах истории церкви». Бернетт называет это событие «евангельским обращением» Уэсли. В методистских церквах этот день отмечается как День Олдерсгейта.

### После Олдерсгейта: сотрудничество с моравскими братьями

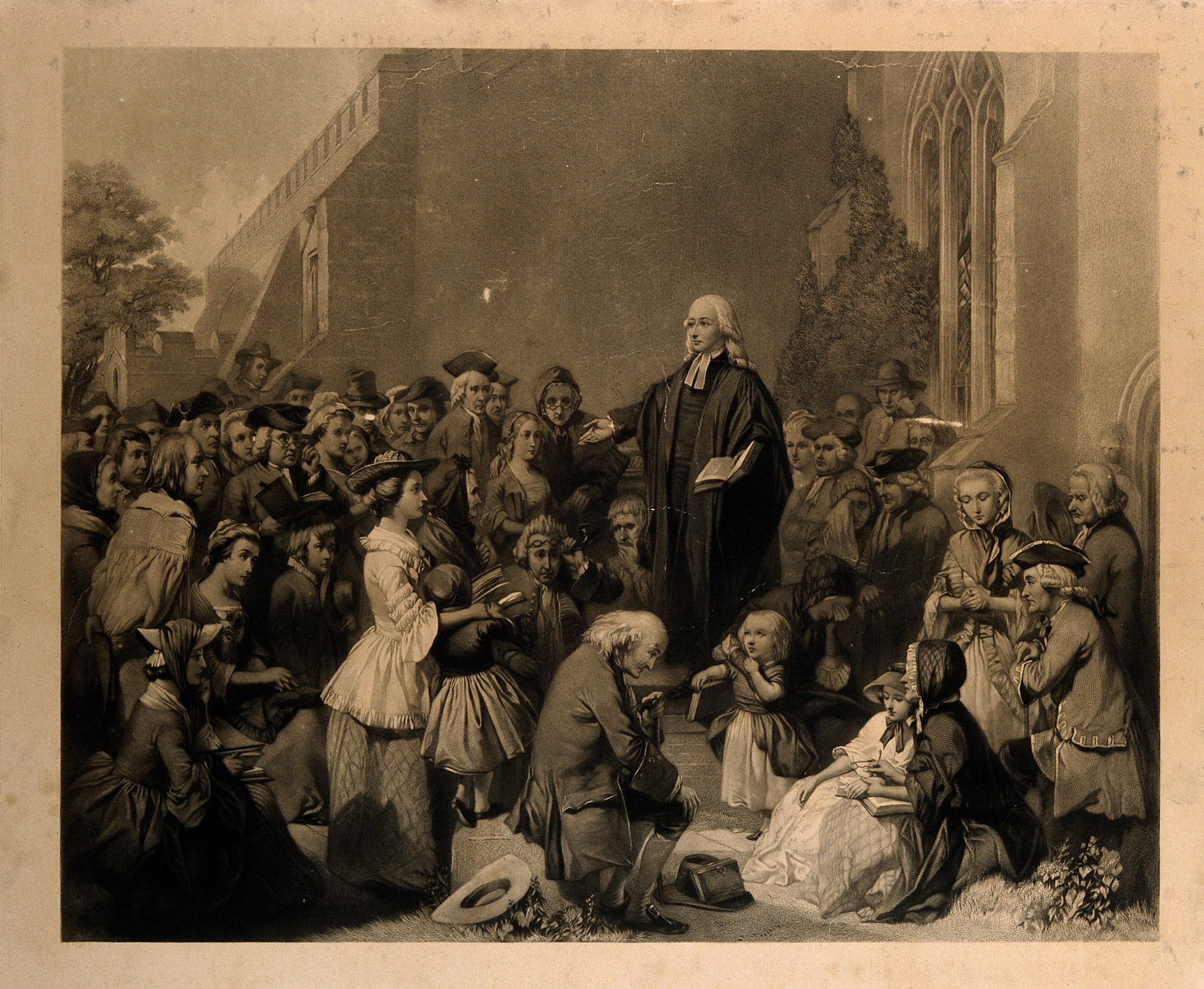
Когда Уэсли запретили проповедовать с кафедры приходской церкви, он начал проповедовать под открытым небом.

После обращения Уэсли вступил в общество моравских братьев в Феттер-лейн. В 1738 году он отправился учиться в Хернхут, штаб-квартиру моравских братьев в Германии. По возвращении в Англию Уэсли разработал правила для «групп», на которые было разделено Общество Феттер-Лейн, и издал сборник гимнов для них. Он часто встречался с этим и другими религиозными обществами в Лондоне, но проповедовал мало, потому что большинство приходских церквей для него были закрыты.
Оксфордский друг Уэсли, проповедник Джордж Уайтфилд также по возвращении из Америки лишился возможности проповедовать в церквях Бристоля. В феврале 1739 года, отправляясь в соседнюю деревню Кингсвуд, он проповедовал на открытом воздухе группе шахтёров. Сначала Уэсли колебался, не решаясь последовать его примеру, но в апреле 1739 года он, преодолев свои сомнения, также стал проповедовать на открытом воздухе в местности недалеко от Бристоля. По этому поводу Уэсли писал:

Я едва мог смириться с этим странным способом проповеди на полях, пример которого он [Уайтфилд] показал мне в воскресенье; будучи всю свою жизнь до недавнего времени так привязан к той форме и порядку, что приняты в церкви, я стал расценивать спасение душ почти как грех, если это происходило за её стенами.— 
Поначалу Уэсли был не в восторге от идеи «полевого проповедования», поскольку считал, что англиканская литургия более эффективна в своей практике. Раньше он вообще считал, что такой метод спасения душ был «почти грехом» . В конечном счёте, он признал, что богослужения под открытым небом успешно достигают мужчин и женщин, большинство из которых никогда не посетят никакую церковь. С тех пор он использовал любую возможность для проповеди везде, где можно было собрать достаточно людей. Так, к примеру, он не раз использовал надгробный камень в Эпворте в качестве кафедры . Уэсли продолжал проповедовать в течение пятидесяти лет то входя в церкви, когда его приглашали, то проповедуя на полях, в залах, коттеджах и часовнях, когда церкви не принимали его.
В конце 1739 года Уэсли прекратил сотрудничество с моравскими братьями в Лондоне. Ранее Уэсли помог им в организации общества Феттер-лейн, и те, кто обратился благодаря его проповедям, проповедям его брата и Джорджа Уайтфилда, стали членами их общин. Но Уэсли полагал, что они впали в ересь, поддерживая квиетизм, поэтому он решил сформировать своих собственных последователей в отдельное движение. «Таким образом», писал он, «без какого-либо предварительного плана, началось методистское движение в Англии». Вскоре общины методистов появились в Бристоле и Кингсвуде. Последователи Уэсли появились также и в других местах, где он проповедовал.

### Деятельность и преследования
С 1739 года Уэсли и его последователи начинают подвергаться преследованиям со стороны духовенства и государства. Во-первых, Уэсли преступил многие постановления англиканской церкви, касающиеся правил проповедования. Во-первых, в англиканской церкви существовал запрет на проповедь для людей, не имеющих сана. Сам Уэсли ранее был рукоположён в священники, но большинство методистских руководителей не имели сана. Также, существовал запрет на проповедь за пределами церквей, в то время как Уэсли и его сотрудники произносили проповеди практически в любых местах. По этим причинам, деятельность методистов был расценена как социальная угроза, подрывающая основы основных государственных институтов. Духовенство нападало на них в проповедях и в печати, иногда на них нападали толпы людей. Их осуждали как пропагандистов странных доктрин, инициаторов религиозных беспорядков. Их называли слепыми фанатиками, которые вводят людей в заблуждение, требуют даров чудотворения, нападают на духовенство Англиканской церкви и пытаются восстановить католицизм. Несмотря на это Уэсли и его последователи продолжали работать среди беднейших слоёв населения.
Уэсли видел, что церковь не призывала грешников к покаянию, что многие представители духовенства не вели благочестивую жизнь, и что люди всё больше погрязали в различных пороках. Он верил, что Бог поручил ему совершить возрождение церкви, и поэтому был уверен, что никакое сопротивление, преследование или препятствие не смогут помешать исполнению этого призвания.
Видя, что он и немногие рукоположённые священнослужители, сотрудничающие с ним, уже не могут справляться со всей работой, Уэсли уже в 1739 году начал назначать проповедников из местных. Он выбирал людей, которые не были рукоположены англиканской церковью, и ставил их проповедниками и пасторами новообразованных общин. Эта практика стала одной из ключевых причин быстрого развития движения.

### Постройка церквей для общин

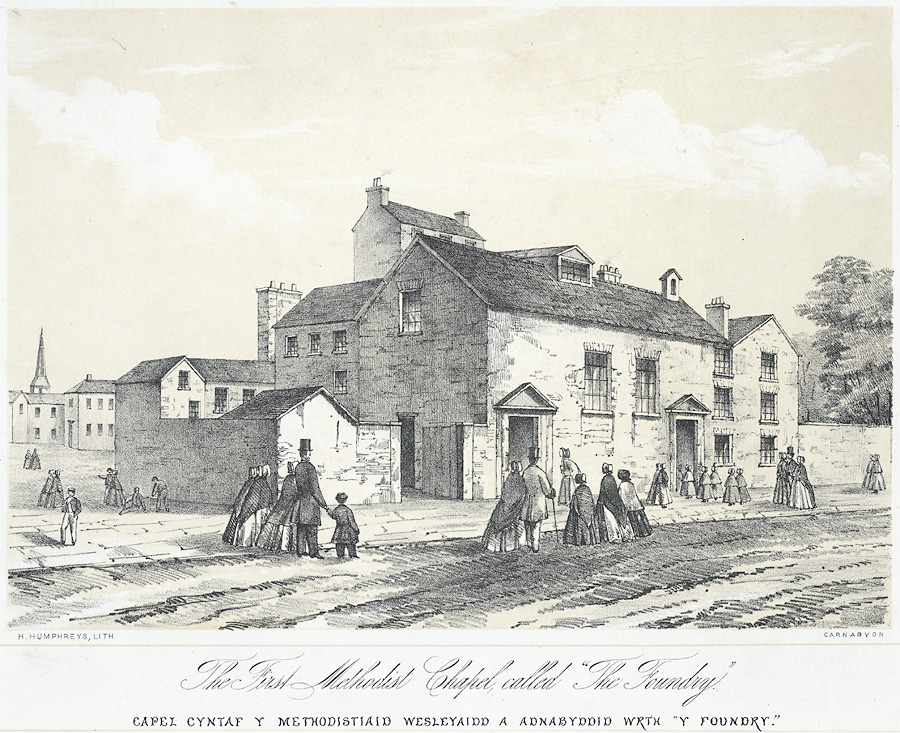
Первая методистская церковь

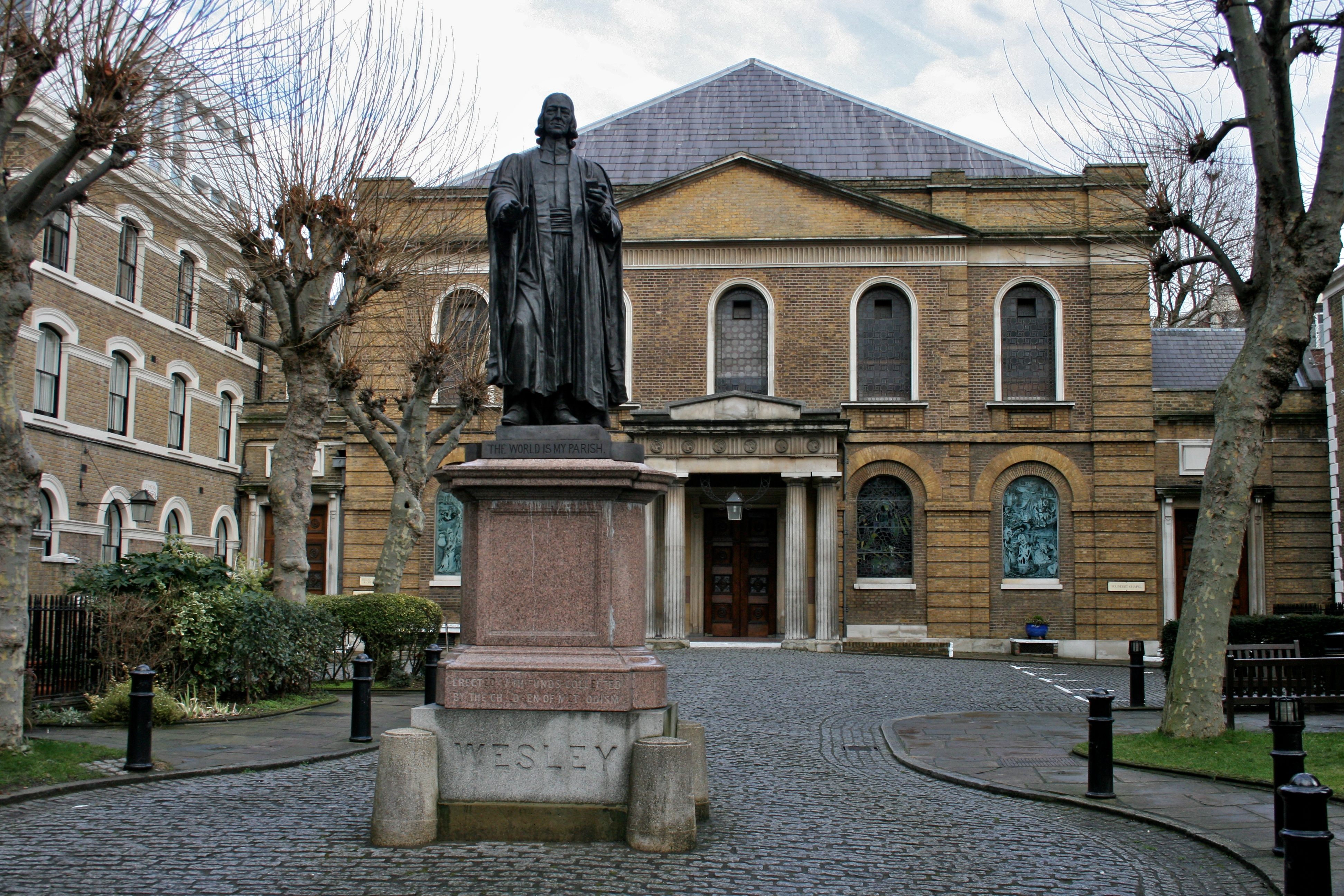
Церковь Уэсли, изначально называлась Часовня Сити-Роад

Поскольку его общины нуждались в местах для проведения богослужений, Уэсли стал заниматься организацией церковных зданий сначала в Бристоле, в Нью Рум, Бристоль, а затем в Лондоне (сначала «Основание», затем Церковь Уэсли) и в других местах. «Основание» было первой методистской церковью, которую Уэсли использовал для проповеди. «Основание» находилось между улицей Табернакл и улицей Поклонения в районе Морфилдс(район Лондона). Ранее в этом здании производились медные орудия и миномёты для вооружённых сил Великобритании. Оно было заброшено в течение 23 лет с 10 мая 1716 года, когда было повреждено сильным взрывом. Методисты восстановили это здание и стали использовать его для богослужений.
Бристольская церковь (построенная в 1739 году) поначалу была в руках попечительского совета. Совет заключил контракты, которые привели к большим долгам, и руководители методистов призвали Уэсли взять ситуацию под свой контроль. Уэсли стал единственным попечителем церкви и отменил контракт. После этого прецедента все методистские церкви сооружались под его личным попечительством до тех пор, пока «декларативным актом» это попечительство и все его интересы не были переданы группе проповедников, называемой «законной сотней».
Когда в некоторых общинах начали возникать беспорядки, Уэсли принял решение раздавать членам общин билеты, на которых имена этих членов были написаны его собственной рукой. Они обновлялись каждые три месяца. Те, кого считали недостойными, не получали новых билетов и немедленно исключались их общин. Методисты расценивали билеты как благодарственные письма.

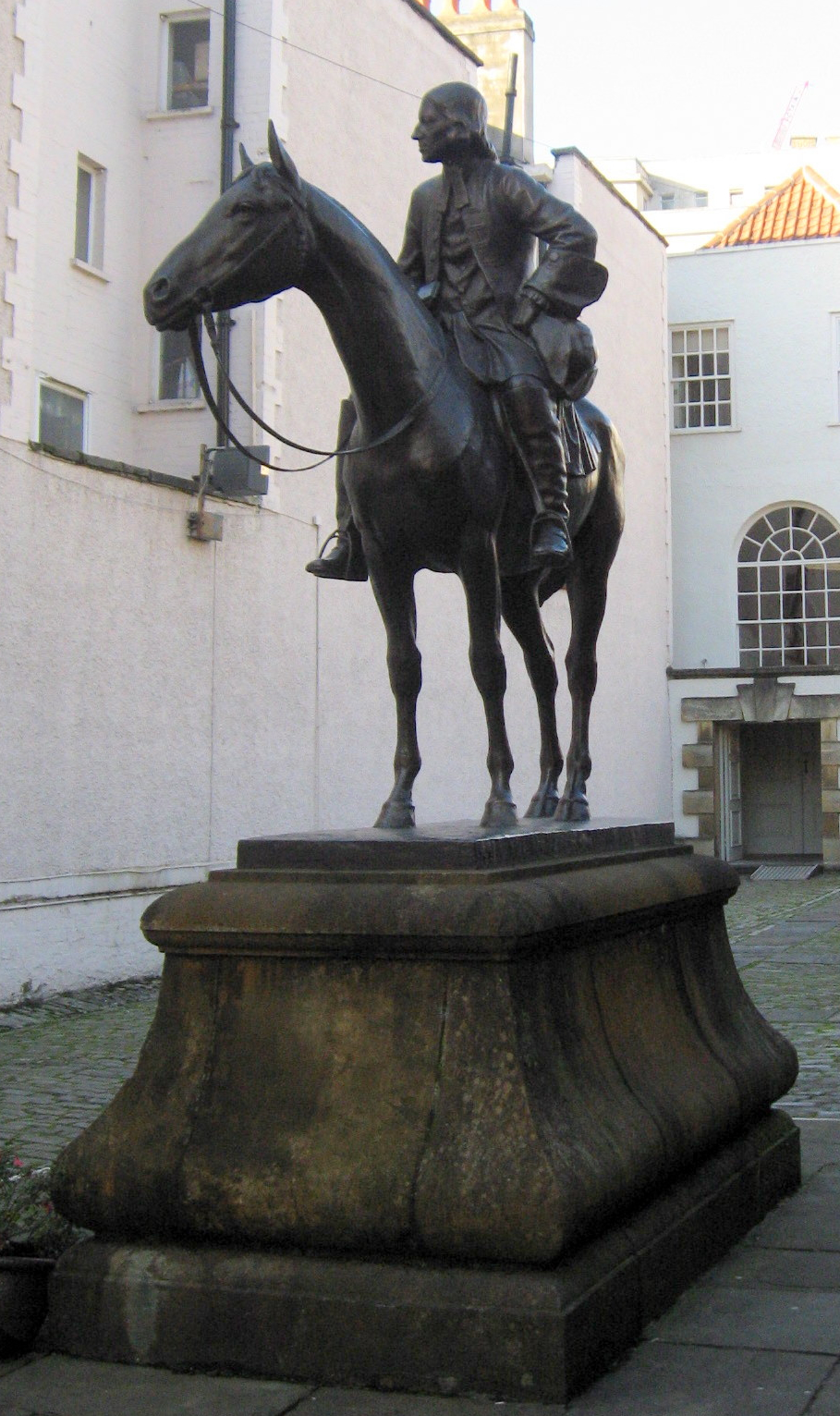
Уэсли верхом на лошади во дворе церкви Нью-Рум в Бристоле. Бристоль был базой Уэсли на протяжении большей части 1740-х и 1750-х годов.

Когда долги методистов стали обременительными, было предложено разделить все общины на группы из 12 человек, чтобы один из 12 членов каждой группы регулярно собирал пожертвования от 11 прикреплённых к нему. Так в 1742 году появилась методистская система сбора пожертвований. Чтобы не допустить беспорядков в общинах, Уэсли ввёл систему церковной дисциплины. Он обязался регулярно посещать каждую общину в рамках ежеквартального посещения или съезда. По мере роста числа общин Уэсли не мог посещать их лично, поэтому в 1743 году он разработал свод «Общих правил» для «Объединённых общин».
. Этот документ до сих пор остаётся основой методистской церковной дисциплины.
Таким образом Уэсли заложил основы того, что в настоящее время является структурой методистской церкви. Со временем характер общин, ежеквартальных собраний, ежегодных съездов, групп и избранных общин изменился.  На местном уровне существовали многочисленные общины разных размеров, которые были сгруппированы в цепочки Для каждой цепочки назначался странствующий проповедник сроком на 2 года. Проповедники округа ежеквартально встречались под руководством старшего проповедника или «ассистента». Съезды с Уэсли, странствующими проповедниками и т. п. проводились ежегодно с целью синхронизации вероучения и церковной дисциплины для всей цепочки. Члены общины собирались встречались еженедельно группами по 12 человек под руководством лидеров для духовного общения и руководства. В первые годы существовали также группы духовно одарённых членов, которые целенаправленно стремились к совершенству. Те, кто считали, что достигли этого, были сгруппированы в отдельных общинах или группах внутри общин. В 1744 году среди методистов было 77 таких членов. Была также категория кающихся, которая состояла из отступников.

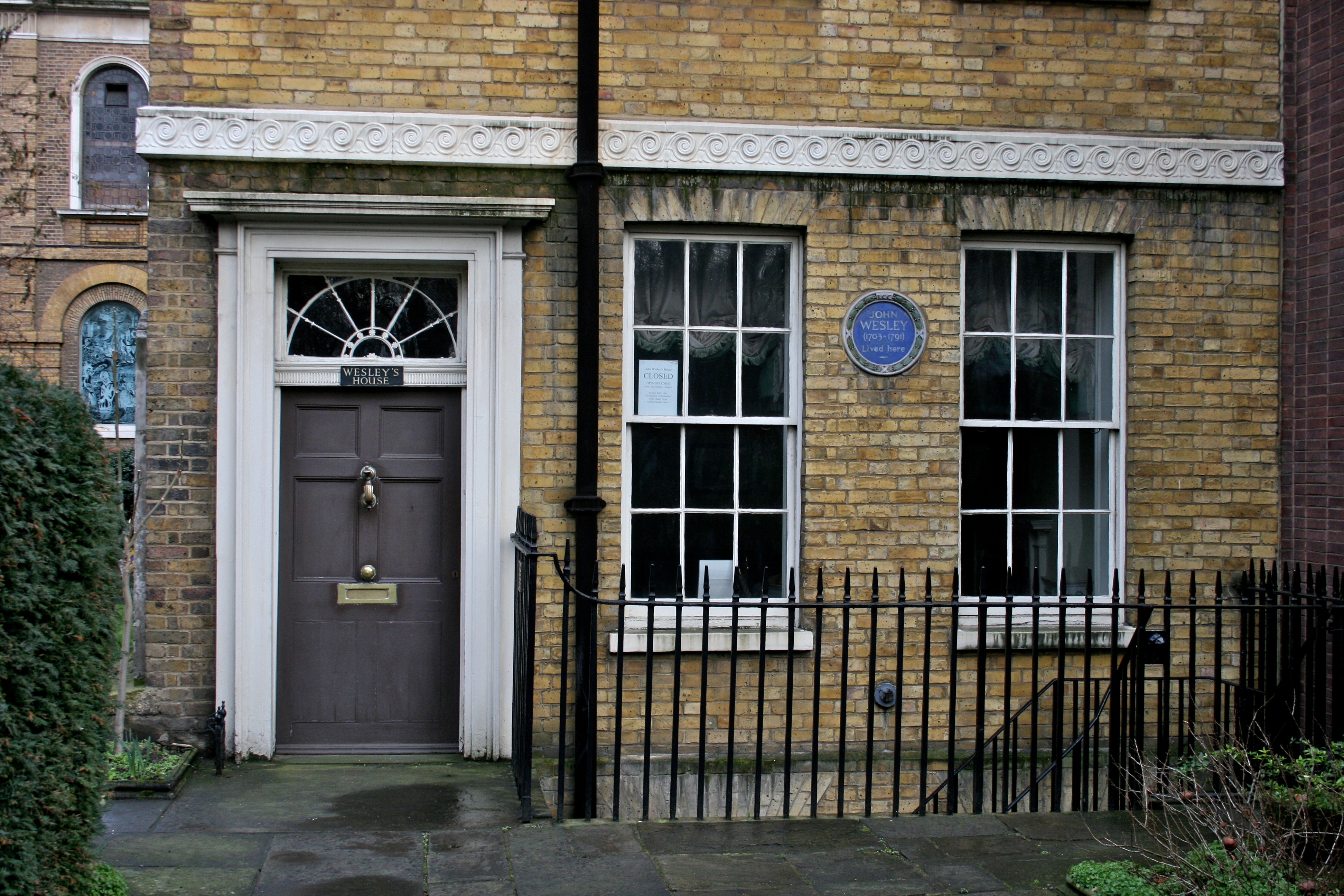
Дом Уэсли, рядом с часовней Уэсли, Сити Роуд, Лондон

По мере того, как росло количество проповедников и общин, а область деятельности движения географически расширялась, возникла нужда в формировании доктринальной и административной структуры движения. Для этой цели Джон и Чарльз вместе с четырьмя другими священнослужителями и четырьмя проповедниками-мирянами встретились в Лондоне в 1744 году. Это был первый съезд методистов. Впоследствии такие съезды (под председательством Уэсли) стали руководящим органом методистского движения. 2 года спустя, чтобы помочь проповедникам работать более систематически и чтобы общины более регулярно могли пользоваться их услугами, Уэсли назначил «помощников», чтобы определить т. н. «круги» посещения. Каждый круг включал не менее 30 встреч в месяц. Полагая, что эффективность проповедника повышается благодаря его переходу из одного круга в другой каждый год или два, Уэсли учредил регулярный переезд проповедников и настоял, чтобы проповедники подчинялись его правилам.
Джон имел тесные связи с северо-западом Англии: в промежуток 1733 и 1790 годами он посетил Манчестер, по крайней мере, пятнадцать раз. В 1733 и 1738 годах он проповедовал в Церкви Св. Анны и церкви Сэлфорд, где встречался со своим другом Джоном Клайтоном. В 1781 году Уэсли открыл церковь на Олдхем-стрит — части Уэслианской методистской миссии Манчестера и СэлфордаДжоном Клайтоном, где сейчас располагается Центральный зал методистов в Манчестере.

### Рукоположение священнослужителей

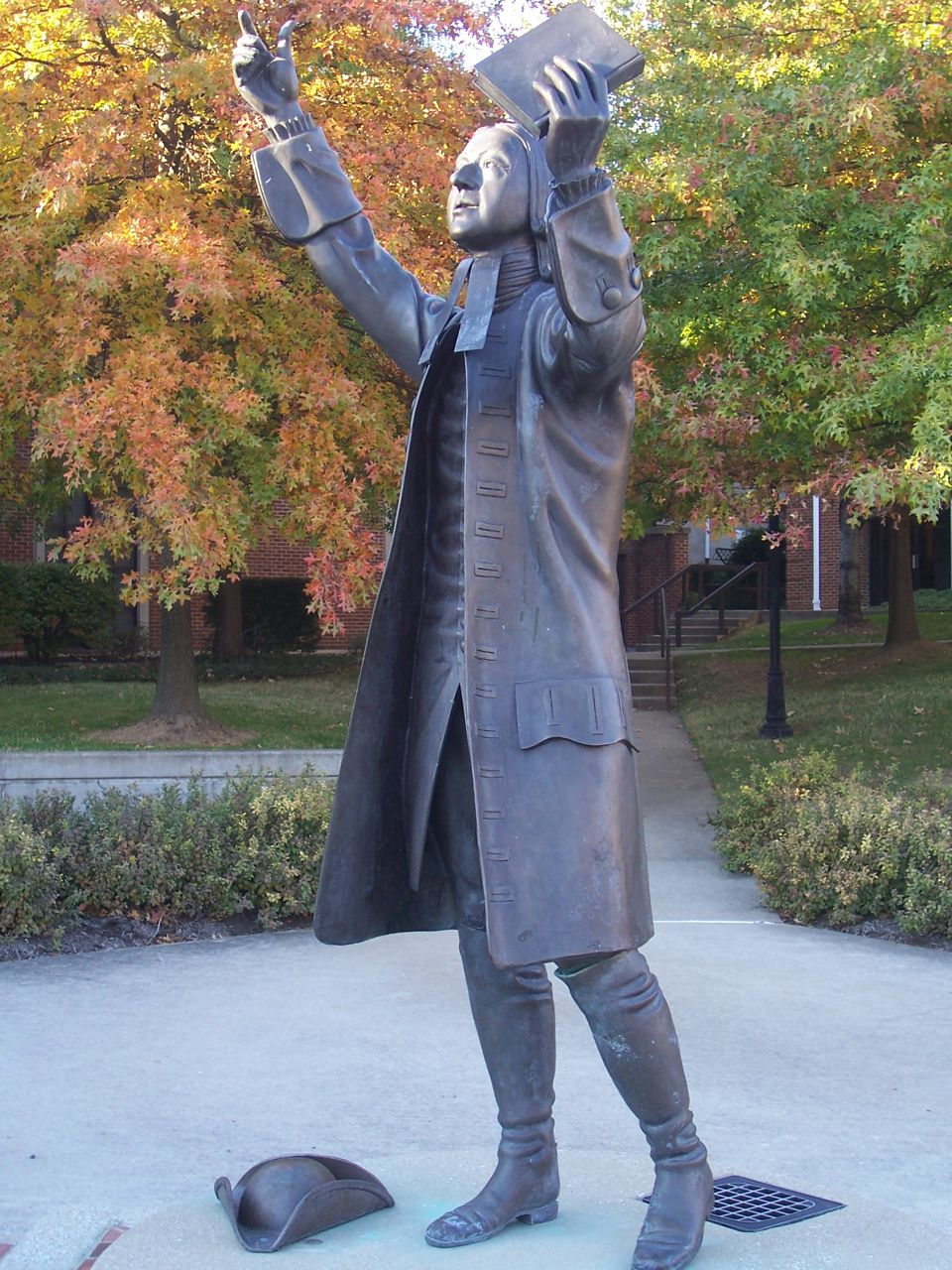
Статуя Уэсли в натуральную величину в Богословской семинарии Эсбери в Уилморе, Кентукки, США

По мере того как общин становилось больше, движение стало выделяться в новую деноминацию. Разрыв между Уэсли и Англиканской церковью увеличивался. Некоторые сотрудники Уэсли подняли вопрос об отделении от Англиканской церкви, в то время как его брат Чарльз был категорически не согласен с этой идеей. В конечном счёте, Джон отказался покинуть Англиканскую церковь, полагая, что англиканство «со всеми его недостатками […] ближе к библейским замыслам, чем любая другая церковь в Европе». В 1745 году Уэсли писал, что пойдёт на любую уступку, которую допустит его совесть, чтобы сохранить мир с англиканским духовенством, но не может отказаться от учения о спасении только верой. Он не остановит проповедь, не распустит общины и не запретит проповедовать людям, не имеющим сана. Как священнослужитель официальной церкви он не собирался идти дальше этих расхождений.
Когда в 1746 году Уэсли прочитал исследование Питера Кинга о ранней церкви, он пришёл к выводу, что апостольская преемственность может передаваться не только епископами, но и священниками. Он писал, что он был «епископом по Писанию» так же, как и многие мужчины в Англии. Несмотря на то, что он верил в апостольскую преемственность, он даже однажды назвал идею непрерывной преемственности «басней». Много лет спустя «Иреникон» Эдварда Стиллингфлита привёл его к убеждению, что рукоположение (и посвящение в сан) является действительным и в том случае, если их выполняет пресвитер (священник), а не епископ. Тем не менее, некоторые полагают, что Уэсли был просто тайно посвящён в епископы в 1763 году Эразмом Аркадским, но не мог открыто объявить о своём епископском сане, не понеся наказания в соответствии с Актом Прюмера.
В 1784 году он решил, что больше не может ждать, пока епископ Лондона назначит кого-нибудь для американских методистов, которые не могли участвовать в таинствах после американской войны за независимость. После революции англиканская церковь в Соединённых Штатах, будучи государственной церковью в большинстве южных колоний, не перестала существовать. Несмотря на это руководство не спешило назначить епископа для церквей Соединённых Штатов. Видя это, Уэсли рукоположил суперинтендентом методистской церкви Соединённых Штатов Томаса Кока . Уэсли сделал это через рукоположение, хотя Кокс уже был ранее рукоположён как англиканский священник. Уэсли также рукоположил Ричарда Ваткоута и Томаса Васи в качестве пресвитеров и направил их в Америку вместе с Коком. Уэсли планировал, чтобы Кок и Фрэнсис Асбери (которого Кокс назначил управляющим по указанию Уэсли) рукоположили других пресвитеров во вновь основанной методистской епископальной церкви в Соединённых Штатах. В 1787 году Кокс и Эсбери убедили американских методистов называть их епископами, а не суперинтендантами, несмотря на протесты Уэсли.
Его брат Чарльз был встревожен произведёнными рукоположениями и изменениями во взглядах Уэсли на этот вопрос. Он умолял Уэсли остановиться до того, как он «совершенно сожжёт все мосты», не отягчать его последние годы жизни на земле и не «оставлять это неизгладимое пятно на нашей памяти». Уэсли ответил, что он не отделился от церкви и не собирается этого делать, но он должен и будет спасать столько душ, сколько сможет при жизни, «не заботясь о том, что будет после того, как я умру». Хотя Уэсли радовался тому, что методисты в Америке свободны, он советовал своим английским последователям оставаться в официальной церкви, и сам умер в ней.

### Дальнейшая деятельность

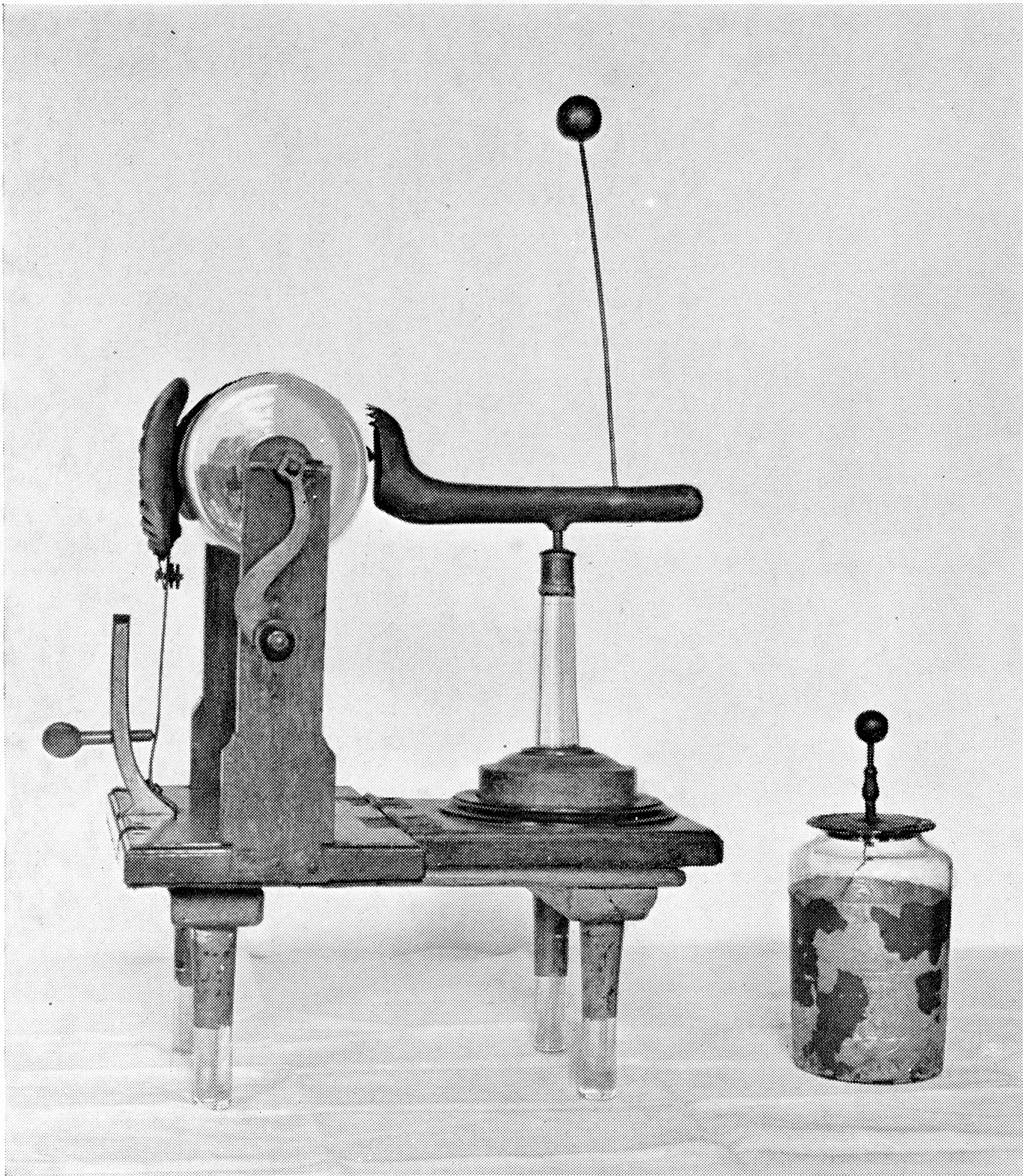
Эскиз электрической машины, разработанный Уэсли

Уэсли много путешествовал, преимущественно на лошади (за это его называли «всадником Бога»), проповедуя по два-три раза каждый день. Стивен Томкинс пишет, что «Уэсли проехал 250 000 миль, потратил 30 000 фунтов, … и сказал более 40 000 проповедей …»  Когда ему было семьдесят лет, он написал в дневнике, что его здоровье лучше, чем когда ему было сорок лет. Он приписал улучшение здоровья подъёмом в четыре часа утра, проповеди в пять часов («наилучшее упражнение»), 4500-мильным ежегодным путешествиям. Наряду с другими путешествиями Уэсли посетил сорок два раза Ирландию и двадцать два раза Шотландию. Во время поездок он создавал общины, открывал церкви, школы, приюты, назначал проповедников, занимался благотворительностью и распределением пожертвованных средств, способствовала использованию электрической терапии для лечения заболеваний, публиковал свои проповеди. Часто на его проповеди под открытым небом собиралось более десяти тысяч человек.
Его описывали как человека низкого роста, сильного, крепкого телосложения, с живыми глазами, светлым цветом кожи и благочестивым, интеллектуальным лицом. Уэсли был вегетарианцем и воздерживался от вина по состоянию здоровья. Он предупреждал об опасностях злоупотребления алкоголем в своей знаменитой проповеди: «Использование денег» . Его позиция на этот вопрос видна также из переписок с алкоголиками. В своей проповеди «О публичных развлечениях» Уэсли сказал: «Вы смотрите на вино, как оно искрится в чашке, и собираетесь выпить его. Я говорю вам, что в нём есть яд! И, поэтому, прошу вас, выбросьте его». Однако другие источники показывают его меньшую озабоченность употреблением алкоголя. Так в письме, которое датируется 1789 г он поощрял эксперименты с хмелем в пивоварении. Несмотря на это, некоторые методистские церкви стали пионерами движения за трезвость XIX и XX веков, позже это распространилось на всё методистское движение.
В 1770 году, после смерти Джорджа Уайтфилда, Уэсли сказал по этому поводу проповедь, в которой восхвалял замечательные качества Уайтфилда и признавал различия в убеждениях, которое существовало между ними двумя: "Есть много доктрин менее существенного характера … В них мы можем думать и позволять думать; мы можем согласны остаться несогласными. Но, при этом, давайте сохраним самое необходимое … " Фраза [["Согласен не согласиться" (Крылатое выражение)|«согласен не согласиться» (англ. agree to disagree)]] впоследствии стала крылатой. Уэсли, возможно, был первым, кто использовал её в современном смысле терпимости к различиям — хотя сам он приписывал это высказывание Уайтфилду, и оно ранее уже высказывалось в других смыслах.

### Смерть

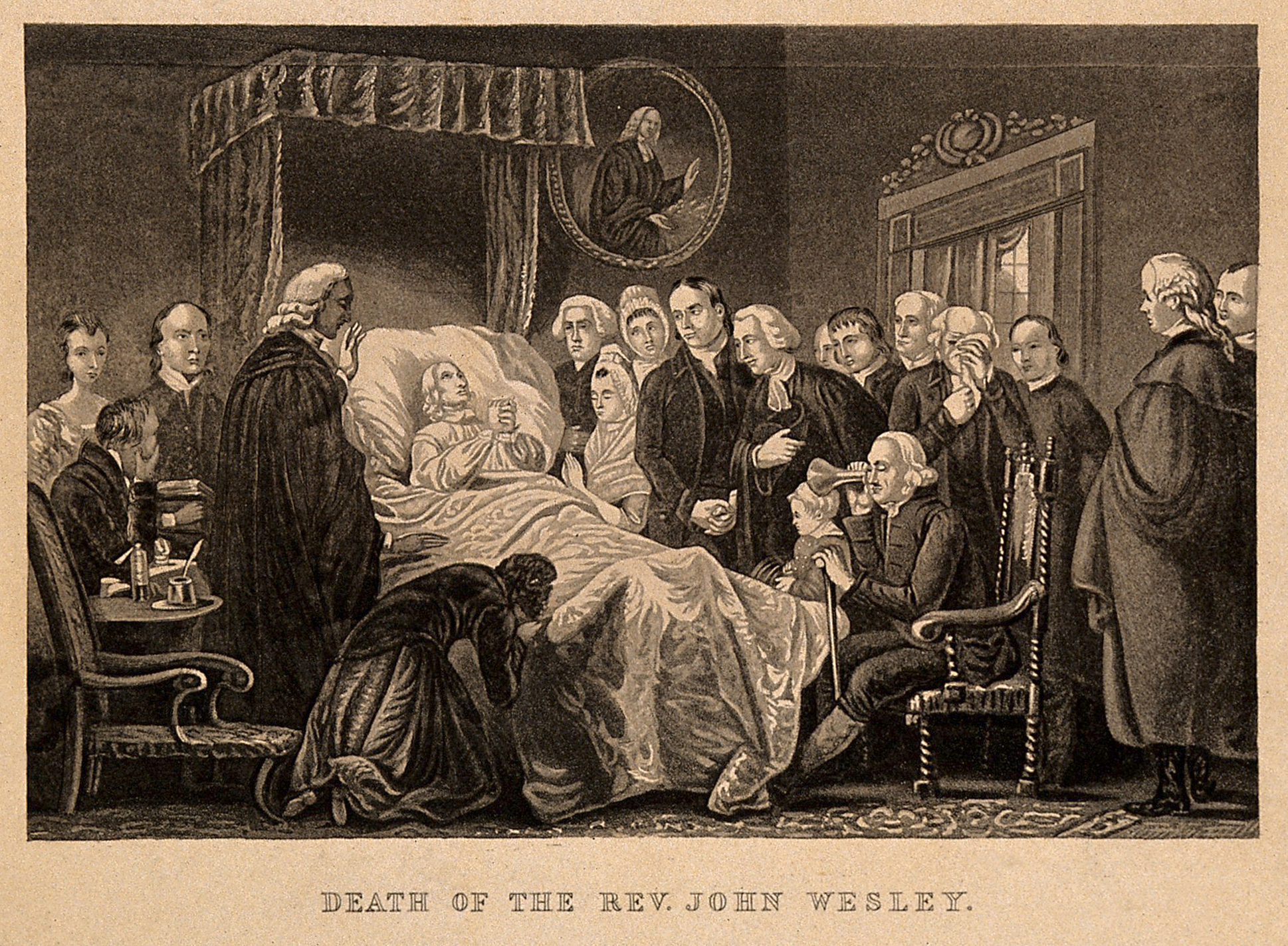
Уэсли перед смертью: «Как хорошо, что с нами Бог!». Полотно, Джон Сартейн

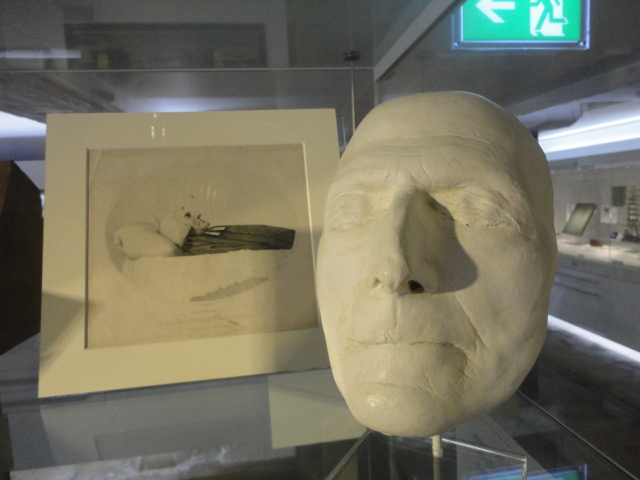
Посмертная маска Уэсли, находящаяся в музее методизма, Лондон

К концу жизни здоровье Уэсли начало резко ухудшаться, и ему пришлось прекратить проповедовать. 28 июня 1790 года, менее чем за год до своей смерти, он написал:

В этот день я вступаю в восемьдесят восьмой год своей жизни. В течение восьмидесяти шести лет я не обнаружил ни одной старческой немощи: мои глаза не стали тусклыми, и моя физическая сила не уменьшилась. Но в августе прошлого года я почувствовал почти внезапное изменение. Мои глаза стали настолько тусклыми, что никакие очки не помогли бы мне. Мои силы также теперь покинули меня и, вероятно, уже не вернутся в этот мир.— 
Уэсли умер 2 марта 1791 года в возрасте 87 лет. Когда он умирал, и его друзья собрались вокруг него, Уэсли брал их за руки и повторял: «Прощай, прощай». Перед смертью он сказал: «Как хорошо, что с нами Бог!», поднял руки и снова слабым голосом повторил: «Как хорошо, что с нами Бог!». Уэсли был похоронен в своей церкви на Сити-роуд в Лондоне.
Из-за своей благотворительной деятельности он умер бедным, не оставив никакого состояния. На момент его смерти в методистской церкви было 135 000 членов и 541 странствующий проповедник. Говорили, что «когда Джона Уэсли унесли в его могилу, он оставил после себя хорошую библиотеку, платье изношенного священнослужителя и методистскую церковь».

### Семья и личная жизнь

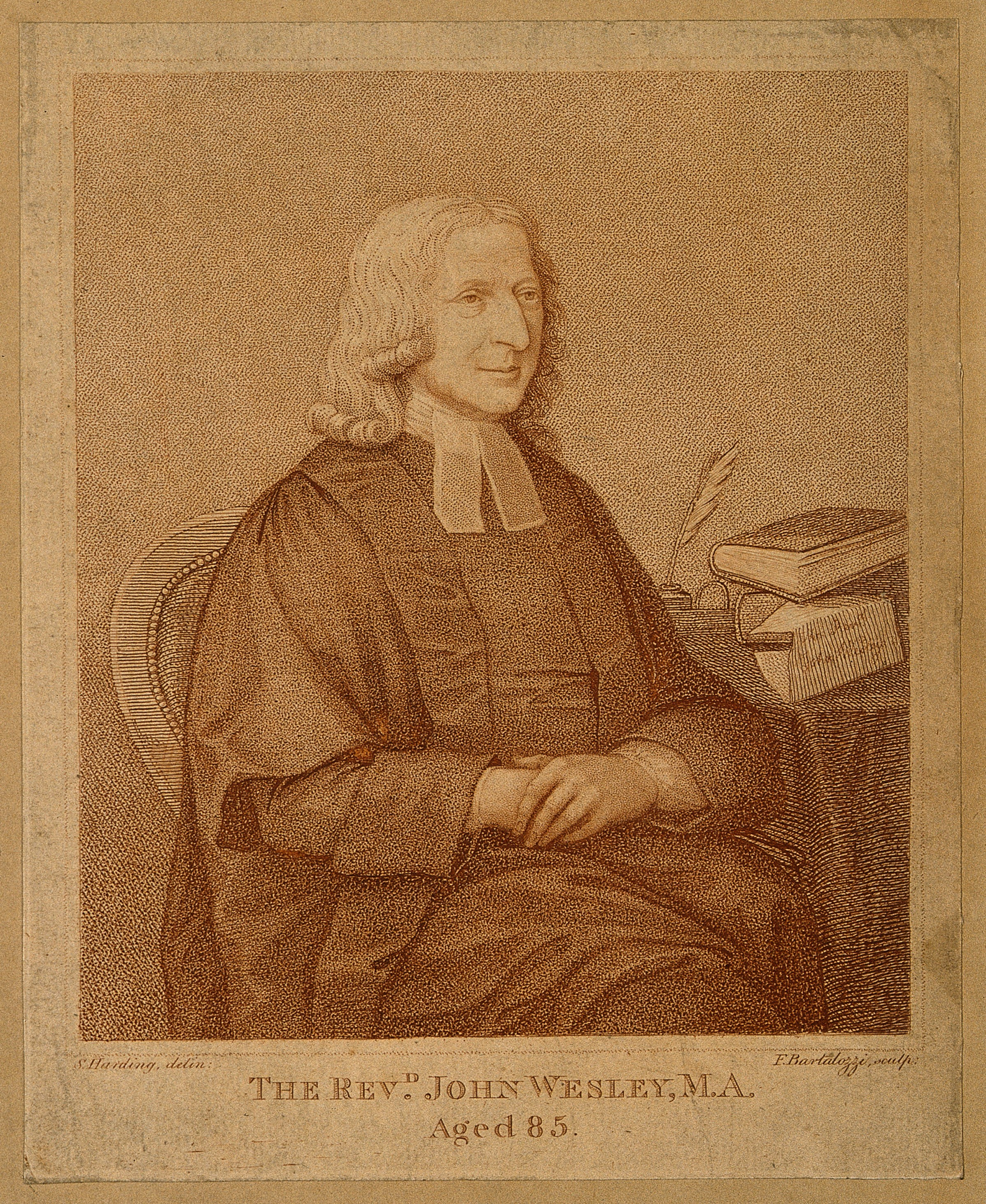
Уэсли, гравюра Франческо Бартолоцци, 1760

На личную жизнь Уэсли серьёзный отпечаток наложили его строгое воспитание и членство в «Святом клубе». Сам Уэсли очень стремился к безбрачию и по этой причине долгое время оставался холостым. После своего обращения он описал в своём дневнике критерии, по которым оценивал женщину, которая могла стать его женой:
1. Домохозяйка;
2. Няня;
3. Товарищ;
4. Друг;
5. Сотрудником в деле распространения Евангелия;
6. Духовные дары;
7. Духовные плоды её трудов.

Как свидетельствуют записи в его дневнике, первый раз Джон серьёзно влюбился в возрасте 17 лет, когда приехал учиться в Оксфорд. Девушкой, в которую он влюбился, была Бэтти Керкхэм, которую Джон в своих письмах называл другом в вере. В это время он задумывался о браке, но всё-таки не решился сделать предложение Бэтти. Бэтти, прождав несколько лет, вышла замуж, но Джон не прекратил отношений с ней, что постоянно вызывало у её мужа сильную ревность. Также в тот период он начал задумываться над вопросом, неужели он может любить женщину больше, чем друзей и Бога. Этот вопрос потом мучил его много лет.
Через несколько лет Уэсли стал членом «Святого клуба», где дал торжественное обещание не жениться без согласия членов клуба, в том числе своего брата Чарльза. Когда в возрасте 33 лет Джон уезжал на миссию в Джорджию, то надеялся, что там он будет избавлен от соблазнов и вообще не увидит женщин, но ошибся. Ещё когда он находился на корабле, то, как он писал, «был в опасности каждый час», потому что там было много молодых женщин и они показывали огромный интерес к духовным вопросам, чтобы заинтересовать его. В Джорджии он познакомился с 18-летней Софией Хопки, которую тогда считал идеалом женщины. Как он сам признавался, рядом с ней его охватывало «недостойное желание». Он сообщил ей, что желал бы провести с ней остаток жизни, но в конце концов снова отступил. Для того, чтобы решить, как ему быть, он решил тянуть жребий. Он написал на листках бумаги «Жениться», «Не в этом году» и «Выбросить из головы эти мысли» и вытянул последний. В конце того же года он вернулся обратно в Англию.
После своего обращения Уэсли познакомился с женщиной Грэйс Мюррей. Грейс на тот момент было чуть меньше 30 и она была вдовой моряка. Грэйс уверовала от проповеди Джона и вскоре стала одной из самых известных активисток методистского движения, проповедуя женщинам. В 1745 году Джон серьёзно заболел и за ним ухаживала мисс Мюррей. Уэсли тогда сказал ей: «Если я когда-нибудь женюсь, то, думаю, на вас». После выздоровления Джон вернулся к проповеднической деятельности и пригласил Грэйс присоединиться к его группе, что она и сделала. Она сопровождала его во многих путешествиях, в том числе в поездке в Ирландию. Они даже вместе перемещались на одной лошади. Она оказывала большую поддержку его деятельности: заранее узнавала всё о верующих в тех местах, куда они направлялись, организовывала женские собрания, заботилась о больных. Джон был очень сильно влюблён в Грэйс и тщательно взвешивал все «за» и «против» вступления в брак. По всем своим 7 критериям он оценил Грэйс на «отлично» и серьёзно собирался сделать ей предложение.
Однако остальные методистские лидеры были против брака. Одни полагали, что ему не стоит жениться на женщине низкого социального происхождения, другие — что такой брак создал бы почву для слухов, что всё это время Грэйс была его любовницей. Его брат Чарльз также был категорически против брака. Он считал, что в случае женитьбы все достижения методизма пойдут прахом, а половина лидеров просто выйдет из движения. По этой причине, Чарльз вмешался и помешал помолвке. Он убедил Грэйс, что её выбор разрушит служение Джона и нанесёт непоправимый вред всему движению. Через несколько дней Грэйс вышла замуж за сотрудника Уэсли, Джона Беннета.
И всё же спустя 15 месяцев после этого, 10 февраля 1751 года Уэсли женился на вдове лондонского торговца Молли Вазейль. До своего первого замужества Молли была прислугой. В браке с первым мужем она привыкла к достатку и удобствам. На момент второго брака у неё было 4 детей. Сам Джон говорил о ней, как о человеке очень средних умственных способностей. Они женились в течение недели, причём Джон не оценивал её по своим 7-ми пунктам и не советовался с лидерами движения, в том числе с Чарльзом. Своим сотрудникам он сказал, что этот брак есть «крест, который он принял ради себя и движения, чтобы разрушить сложившиеся о нём предрассудки». Лидера движения и Чарльз относились к Молли очень отрицательно, пытались всячески очернить её. Несколько раз она пыталась сопровождать Джона в миссионерских поездках, но это не укрепило их отношений. Отношения подрывало также то, что после вступления в брак, Джон не прекратил переписок о духовных вопросах с другими женщинами и часто в письмах жаловался на свои семейные проблемы. Ранее он сам разрешил Молли вскрывать любые адресованные ему письма, которые приходили в его отсутствие и эти письма часто вызывали у неё гнев. Об их отношениях красноречиво свидетельствует воспоминание друга Уэсли, Джона Хэмпсона:

Однажды, будучи в Северной Ирландии, я зашёл к ним домой и застал миссис Уэсли ревущей от ярости. Её муж лежал на полу, а она таскала его за волосы. Она всё ещё сжимала в руках клочья его почтенных волос, вырванных с корнем.— 
Они прожили в браке более 20 лет. Брак Джона и Молли был больше формальным и почти несуществующим, у них были частые разрывы. К тому же, у Молли было слабое здоровье. Она страдала от подагры и тяжело проходила через климактерический период. Один из её детей умер, второй был очень болезненным, остальные двое были очень трудными молодыми людьми. В 1776 году, когда ей было 67 лет, она ушла от него окончательно. По этому поводу Уэсли написал: «Вода разлита и собрать её невозможно». В 1781 году Молли умерла, завещав Джону обручальное кольцо в знак того, что она умирает в любви и дружбе с ним.

## Богословские убеждения
Альберт Аутлер во введении к сборнику Джон Уэсли 1964 года высказал гипотезу, что Уэсли разработал свою теологию, используя метод, который Аутлер назвал четырёхугольником Уэсли. Первым углом четырёхугольника была вера Уэсли, что живое ядро христианства было открыто в Писании; Библия является единственным основополагающим источником богословия. Центральное место Писания было так важно для Уэсли, что он, будучи очень начитанным для своего времени человеком, называл себя «человеком одной книги», имея в виду Библию. Однако он полагал, что доктрина должна соответствовать христианской традиции. Итак, традиция считалась вторым аспектом четырёхугольника.

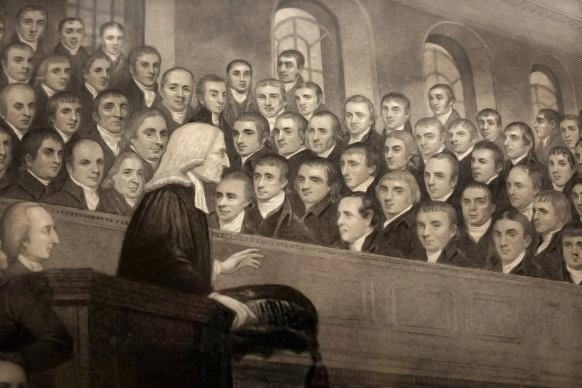
Уэсли проповедует своим помощникам в церкви Сити-роуд (ныне церковь Уэсли) в Лондоне. Фрагмент гравюры Т.Крови, 1822

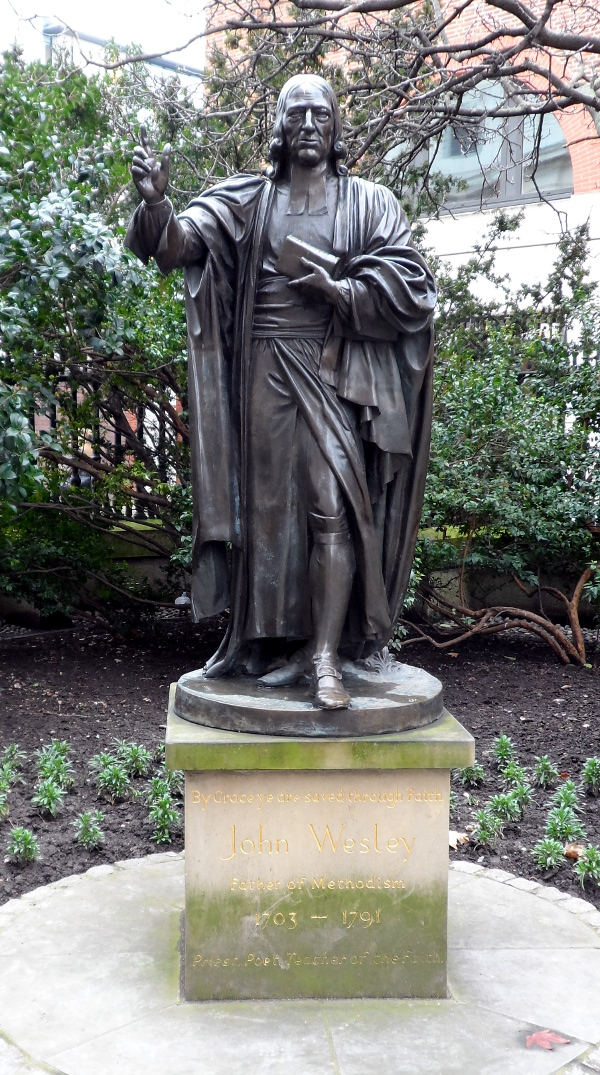
Бронзовая статуя Уэсли на кладбище Святого Павла в Лондоне

Третьим углом четырёхугольника был опыт. Уэсли считал, что опытная вера тоже должна быть частью богословия. Другими словами, истина должна ожить в личном опыте христиан (в целом, а не индивидуально), если это действительно истина. Последним углом четырёхугольника являлся разум. Каждая доктрина должна быть рациональной и богослов должен иметь возможность обосновать её доводами разума. Уэсли не проводил различия между верой и разумом. Подводя итог этой системе он утверждал, что и традиции, и опыт, и разум всегда подчинялись Писанию, потому что только там Слово Божье раскрыто «настолько, насколько это необходимо для нашего спасения».
Доктринами, которые Уэсли чаще всего подчёркивал в своих проповедях и трудах являлись: предваряющая благодать, спасение одной только верой, внутреннее свидетельство Духа Святого и личное освящение. Доктрина о предваряющей благодати была богословской основой его веры в то, что все люди могли быть спасены только верой во Христа. В отличие от некоторых кальвинистов своего времени, Уэсли не верил в предопределение, то есть, что некоторые люди были избраны Богом для спасения, а другие — для проклятия. Он не отрицал, что спасение возможно только по суверенной благодати Божьей и что человечество находится в полной зависимости от Божьей благодати. Но он считал, что действие Бога в спасении человека сводится к тому, что Бог даёт человеку силу создать в себе веру, наделяя его способностью иметь реальную свободу отклика на Его призыв.
Свидетельство Духа Святого Уэсли определял как «печать на душе верующих, благодаря чему Дух Божий прямо свидетельствует их духу, что они — дети Божьи». Он основывал это учение на таких библейских отрывках как, например «» (Рим. 8:15, 16). Эта доктрина была тесно связана с его верой в то, что спасение должно быть «личным». По его мнению, человек должен самостоятельно поверить в Евангелие и никто не может сделать это за него, чтобы он был спасён.
Освящение (англ. Sanctification) он описал в 1790 году как «великое стремление», который Бог поселяет в людях, называемых «методистами». Уэсли учил, что освящение происходит после оправдания верой, между оправданием и смертью. Освящение в его понимании означало не «безгрешное совершенство», а что христианин может стать «совершенным в любви». Во-первых, эта любовь представляет собой мотивы верующего. Верующий тогда поступает по любви, когда в своих мотивах полностью руководствуется глубоким желанием угодить Богу, а не корыстью или эгоизмом. Достигнув освящения, можно было избежать совершения того, что Уэсли называл «грехом, по праву так называемым». Под этим понятием он подразумевал сознательное или преднамеренное нарушение воли или законов Бога. Другими словами, человек все ещё может согрешать, но перестанет совершать намеренные, осознанные грехи. Во-вторых, быть совершенным в любви означает, что христианин должен жить не для себя, а для других. Уэсли основывал это на второй наибольшей заповеди Христа («люби ближнего своего, как самого себя»). По мнению Уэсли, такое стремление человека приведёт к тому, что он сможет избежать любого количества грехов против своего ближнего. Эта любовь, в дополнение к любви к Богу, которая является плодом веры человека, Уэсли называл «исполнением закона Христа».
На такое понимание освящения также повлияло православное учение о теозисе (обожении), которое Уэсли изучал в 1770-х годах.
Также как и многие классики Реформации до него, Джон Уэсли придерживался доктрины т. н. приснодевства Марии, Матери Иисуса Христа. Согласно этому учению, Мария осталась Девой в течение всей своей жизни.

### Защита арминианства

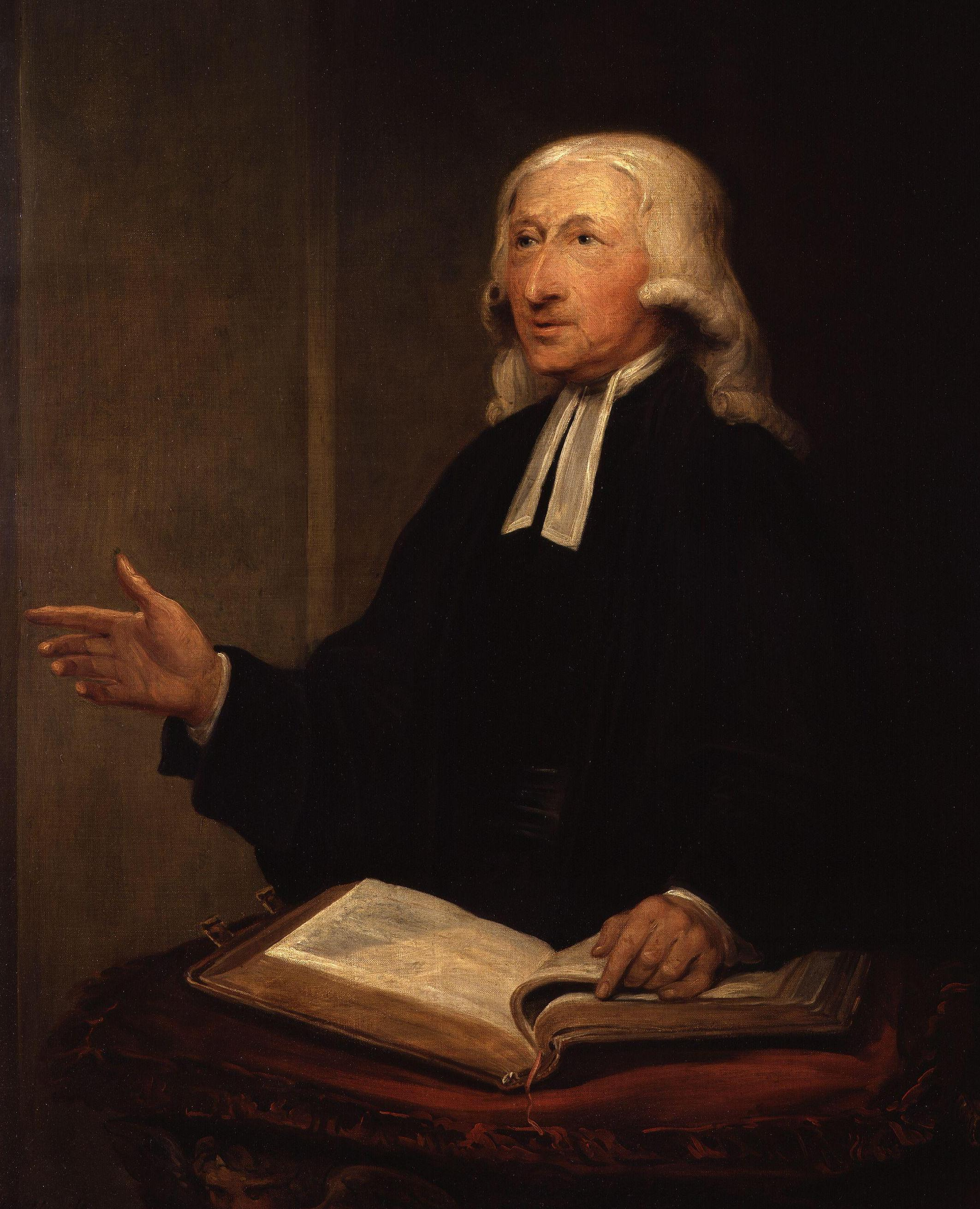
Проповедь Уэсли, Уильям Гамильтон

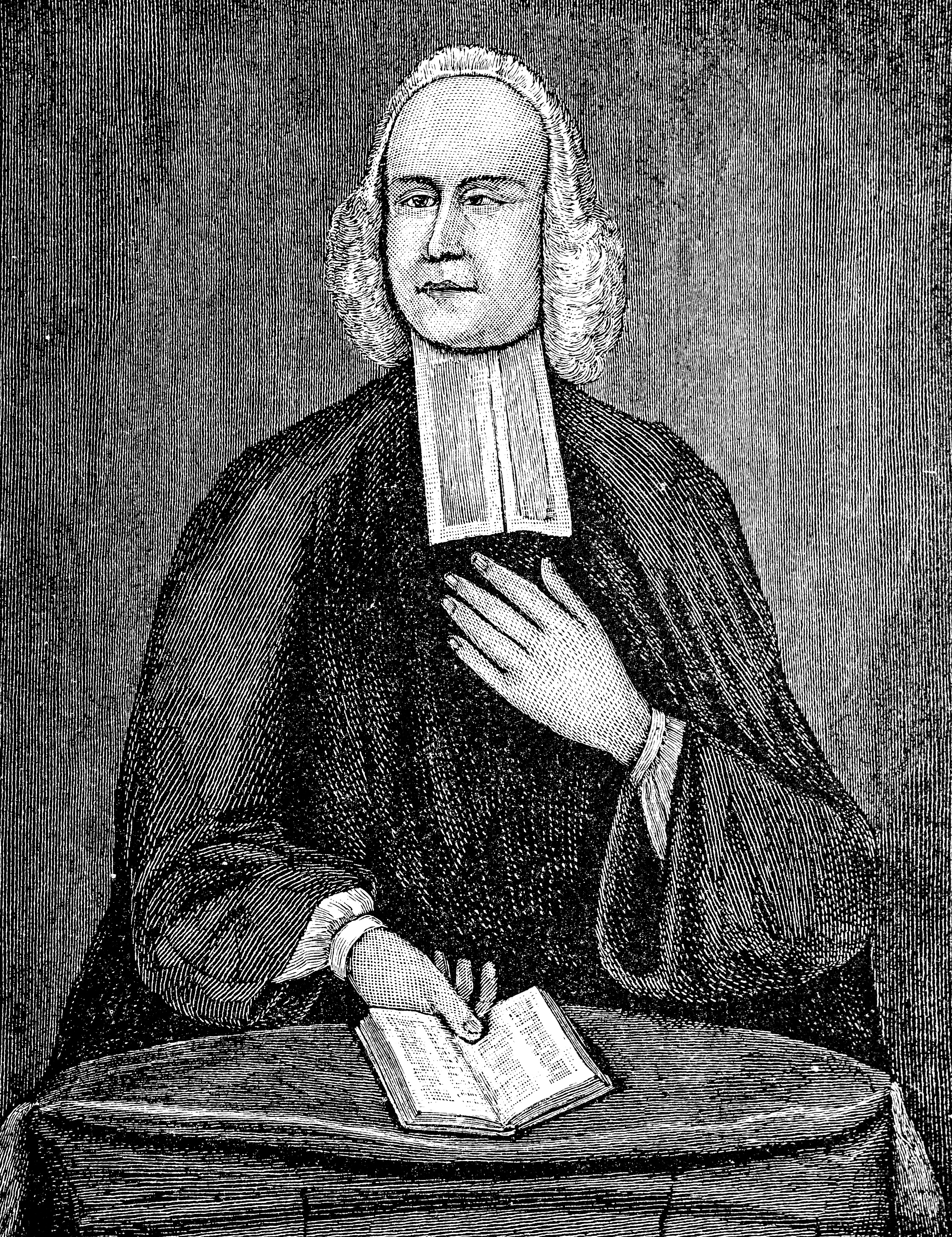
Джордж Уайтфилд (изображён на гравюре) выступил против арминианских взглядов Уэсли, хотя был его близким другом

Пытаясь расширить свою деятельность, Уэсли стал выступать против некоторых религиозных идей того времени. Наиболее известным из его выступлений является противостояние учению кальвинизма. Его отец принадлежал к арминианской школе. Учась в колледже Уэсли пришёл к своим собственным выводам на этот вопрос и решительно высказался против кальвинистской доктрины предопределения. Его богословская система стала называться уэслианским арминианством, основы которого были заложены Уэсли и Джоном Уильямом Флетчером.
Сотрудник Уэсли, Уайтфилд придерживался кальвинизма. В своём первом миссионерском путешествии в Америку он принял взгляды реформатской школы Новой Англии. В 1739 году Уэсли сказал свою проповедь «Свобода благодати», в которой осудил кальвинистское понимание предопределения как кощунственное, поскольку, по его мнению, оно представляло «Бога хуже, чем дьявол». Уайтфилд попросил его не повторять и не публиковать эту проповедь, чтобы не начинать спор. Несмотря на просьбы, Уэсли всё равно опубликовал свою проповедь. Уайтфилд был одним из многих, кто ответил. В 1741 году Уайтфилд и Уэсли разделились и далее вели свою деятельность самостоятельно. Уэсли писал по этому поводу, что те, кто придерживался неограниченного искупления, не желали разделения, но «те, кто утверждал ограниченное искупление, даже не слыхали о каком-либо компромиссе».
В результате возникшего разногласия Уайтфилд, Харрис, Ченник и другие отделились и основали Пресвитерианскую церковь Уэльса, методистскую церковь с реформатским вероучением. Несмотря на это, Уайтфилд и Уэсли остались в дружеских отношения, хотя и шли разными путями. Когда кто-то спросил Уайтфилда, думает ли он, что увидит Уэсли на небесах, Уайтфилд ответил: «Я не боюсь, потому что он будет так близко к вечному трону, а мы на таком расстоянии, что вряд ли увидим его».
В 1770 году спор разгорелся с новой силой. Август Топлэди, Роуленд, Ричард Хилл и другие, а Уэсли и Флетчер — с другой. Причиной спора было понимание, что отношение верующих к людям находится в прямой зависимости от их понимания Бога. Топлэди был редактором The Gospel Magazine, в которой были статьи, освещающие дискуссию. В 1778 году, Уэсли начал издавать The Arminian Magazine не для того, как он говорил, чтобы противостоять кальвинизму, но чтобы сохранить методизм и научить людей, что «Бог желает, чтобы все люди были спасены».

### Поддержка аболиционизма
Через некоторое время после начала своей деятельности, Уэсли стал убеждённым аболиционистом, выступавшим и писавшим против работорговли. В 1774 году он опубликовал брошюру о рабстве под названием «Мысли о рабстве». Он писал: «Свобода — это право каждого человеческого существа, с того момента, как он начинает вдыхать воздух; и ни один человеческий закон не может лишить его того права, которое он следует из законов природы». Уэсли побудил Джорджа Уайтфилда, который тоже был сторонником аболиционизма, отправиться в колонии, что стимулировало трансатлантические дебаты о рабстве. Также, Уэсли был другом и наставником Джона Ньютона и Уильяма Уилберфорса, которые оказали большое влияние на отмену рабства в Великобритании.

### Поддержка женщин-проповедников
Женщины играли активную роль в деятельности Уэсли, и их поощряли руководить группами. В 1761 году он неофициально разрешил Саре Кросби, одной из его новообращённых и руководителю группы, проповедовать. После того, как на её группу, в которой она должна была преподавать, пришло 200 человек, Кросби поняла, что не может выполнять свои обязанности руководителя группы при таком количестве людей и решила вместо этого проповедовать. Она написала Уэсли, спрашивая его совета. Он позволил Кросби продолжать свою проповедь с тем условием, чтобы она воздерживалась от некоторых стилей проповеди. Между 1761 и 1771 годами Уэсли написал подробные инструкции для Кросби и других с подробным описанием того, какие стили проповеди они могли бы использовать. Например, в 1769 году Уэсли разрешил Кросби давать наставления.
Летом 1771 Мэри Бозанкет написала Уэсли, чтобы он защитил её и Сары Кросби права на проповедь и руководство группами в Кросс Холле. Это письмо считается первым полноценным случаем защиты женской проповеди в методизме. Она утверждала, что женщины должны иметь право проповедовать, когда они испытали «необычайный призыв» или когда имели одобрение от Бога Уэсли согласился с этим аргументом и официально разрешил женщинам проповедовать в методистских общинах в 1771 году.

## Литературная деятельность

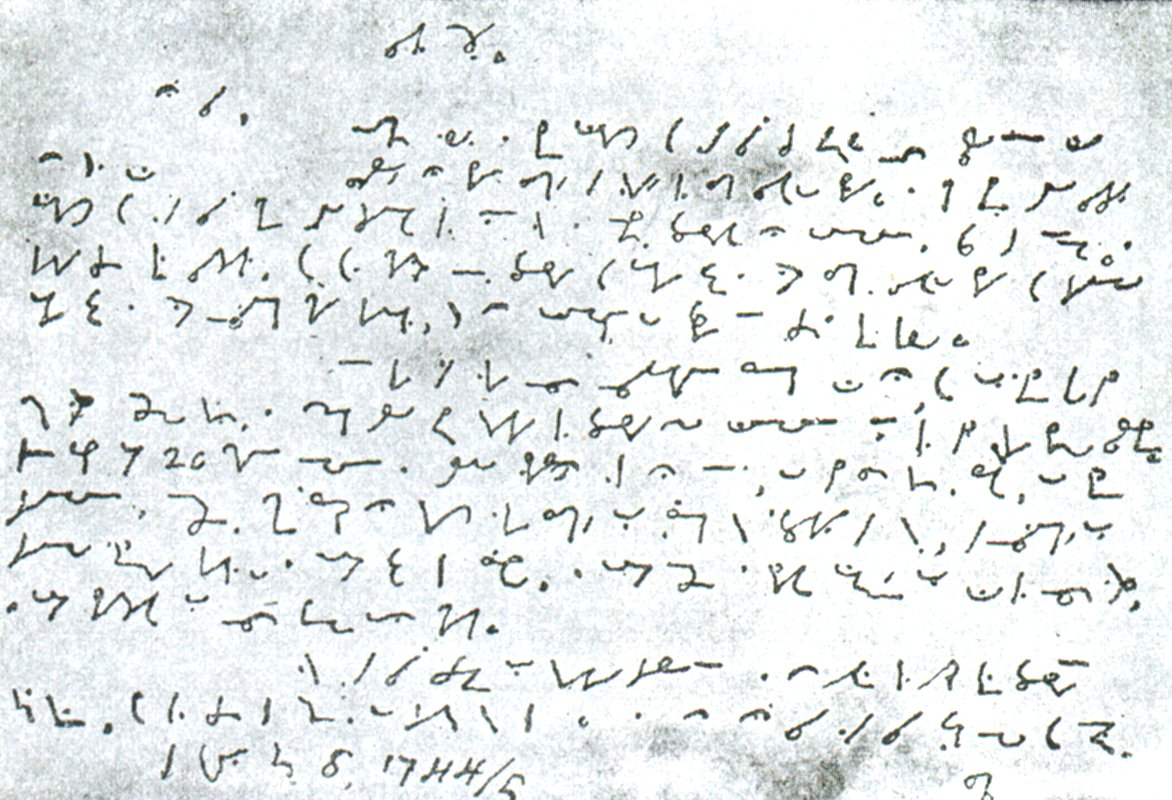
Почерк Уэсли

Уэсли написал, отредактировал или сократил около 400 публикаций. Помимо богословия он писал о музыке, браке, медицине, аболиционизме и политике. Уэсли имел логический склад ума и выражал свои мысли ясно, лаконично и убедительно. В его записанных проповедях содержится глубокий смысл, несмотря на то, что стиль их очень простой. Его «Сорок четыре проповеди» и «Пояснительные замечания к Новому Завет» (1755) являются методистскими доктринальными стандартами. Уэсли был сильным и влиятельным проповедником. Обычно он проповедовал спонтанно и кратко, но ему приходилось произносить и достаточно длинные проповеди.
В своей «Христианской библиотеке» (1750) он пишет о таких мистиках, как Макарий Великий, Ефрем Сирин, Мадам Гюйон, Франсуа Фенелон, Игнатий де Лойола, Иоанн Авильский, Франциск Сальский, Блез Паскаль и Антуанетта Буриньон. Работа показывает, что христианский мистицизм оказал сильное влияние на все сферы деятельности Уэсли, хотя после неудачной миссионерской поездки в Джорджию он и отрицал всякий мистицизм.
Сборник Уэсли, «Работы» был впервые сформирован им самим в 1771—1774 гг. и издан в 32 томах, в Бристоле. Впоследствии сборник часто переиздавался, причём издания сильно различались по количеству томов. Также, одним из его основных произведений являются «Поэтические произведения» Джона и Чарльза в 13 томах (впервые издан в Лондоне в 1868—1872), «Проповеди», «Записки», «Журналы» (первоначально опубликованные в 20 частях в Лондоне, 1740-89; новое издание «Журналов» Курнока 1909—1911 содержит также заметки из неопубликованных дневников, общим объёмом 6 томов), «Доктрина о первородном грехе» (Бристоль, 1757; ответ доктору Джону Тейлору из Норвича), «Серьёзное обращение к людям разума и религии» (первоначально опубликовано в трёх частях, представляет собой тщательно продуманную защиту методизма, которая описывает пороки общества и церкви его времени) и «Простой отчёт о христианском совершенстве» (1766).
«Воскресная служба» Уэсли представляла собой адаптацию «Книги общих молитв» для американских методистов. Молитва пиетистов, которую Уэсли ввёл для богослужений в новогоднюю ночь, теперь широко известна как «молитва завета Уэсли», возможно является его самым значительным вкладов в порядок христианских богослужений. Он известен как автор, переводчик и составитель сборников гимнов.
Уэсли также писал книги по физике и медицине, например «Электричество, ставшее понятным и полезным» (1759) и «Основы физики или простой и естественный метод лечения большинства болезней» (1744) .
Когда произведения Уэсли получили большое распространение, он был обвинён в плагиате, потому что позаимствовал много из эссе Сэмюэля Джонсона, опубликованного в марте 1775 года. Первоначально Уэсли отрицал это, но позднее отрёкся от произведений, содержащих плагиат, и принёс публичные извинения.

## Память и наследие
Богословские идеи Уэсли продолжают оказывать сильное влияние на методизм и движения, близкие к методизму. Самыми большими методистскими объединениями сегодня являются Объединённая методистская церковь, Методистская церковь Великобритании и Африканская Методистская Епископальная церковь. Учение Уэсли также стало основой «Движения святости», которое включает в себя такие протестантские деноминации, как Уэслианская церковь, Свободная Методистская церковь, Церковь Назарянина, Христианский и миссионерский альянс, Церковь Бога (Андерсон, Индиана) и некоторых других небольших групп, относящихся к пятидесятническому и харизматическому движению.
Вместе со своим братом Чарльзом он отмечен в календаре святых Евангелическо-лютеранской церкви Америки. День братьев Уэсли также отмечаются 3 марта в календаре святых Епископальной церкви США и 24 мая в календаре святых Англиканской церкви.
В 2002 году Уэсли был отмечен под номером 50 в списке «100 величайших британцев» от ББС, составленном по результатам опроса британской общественности.
Дом и церковь Уэсли, которые он построил в 1778 году на Сити-роуд в Лондоне, сохранились до сих пор, в церкви регулярно проходят богослужения большой методистской общины, в доме располагается Музей методизма.
В честь Уэсли названы многие школы, колледжи, больницы и другие учреждения; многие из них названы в честь методизма. В 1831 году Уэслианский университет в Мидлтауне (Коннектикут), который развился из методистского мужского колледжа, стал первым высшим учебным заведением в Соединённых Штатах, названным в честь Уэсли. Впоследствии более 20 колледжей и университетов США были названы в его честь.

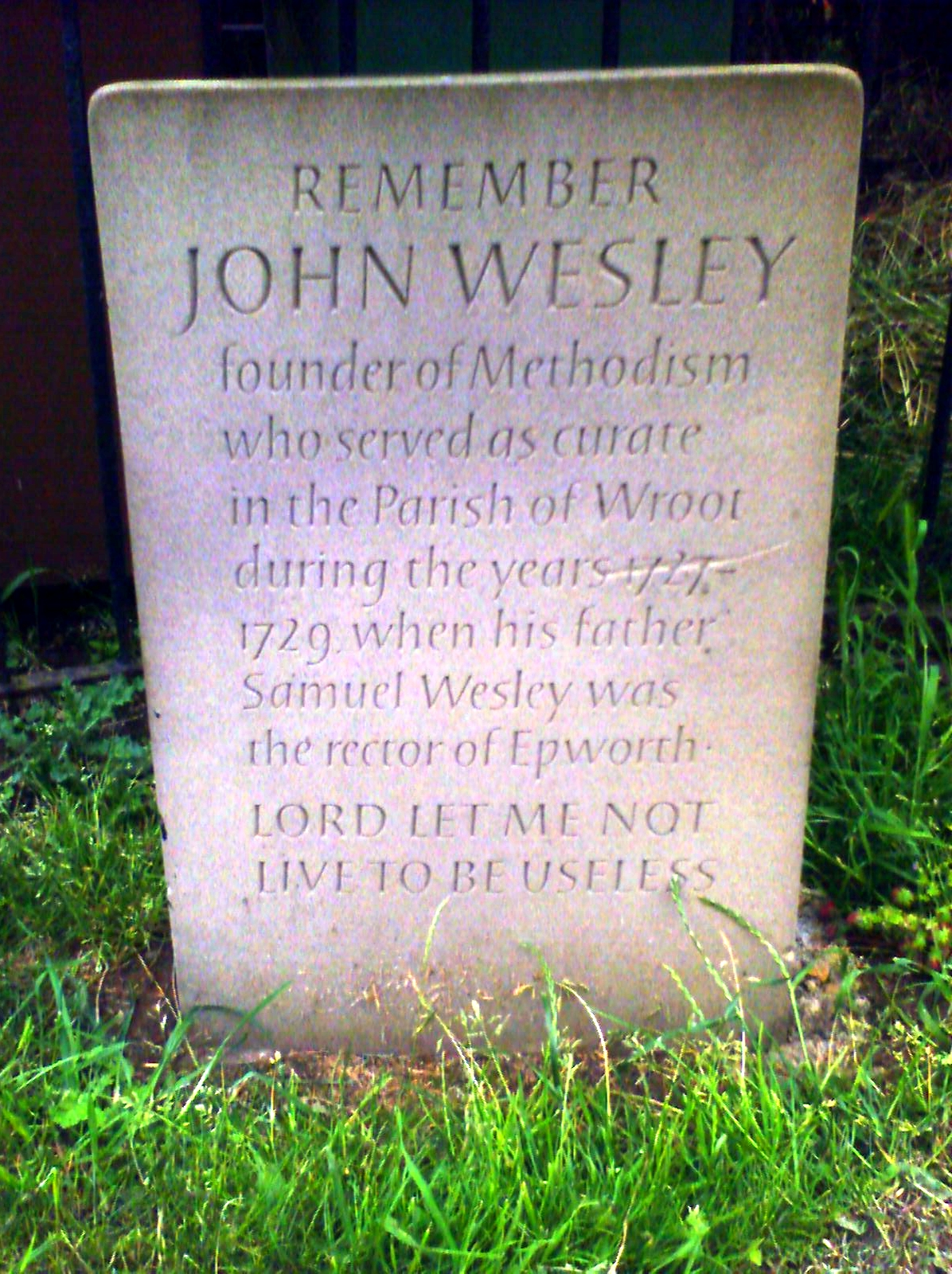
"В память Джона Уэсли", Врут, окрестности Эпворта
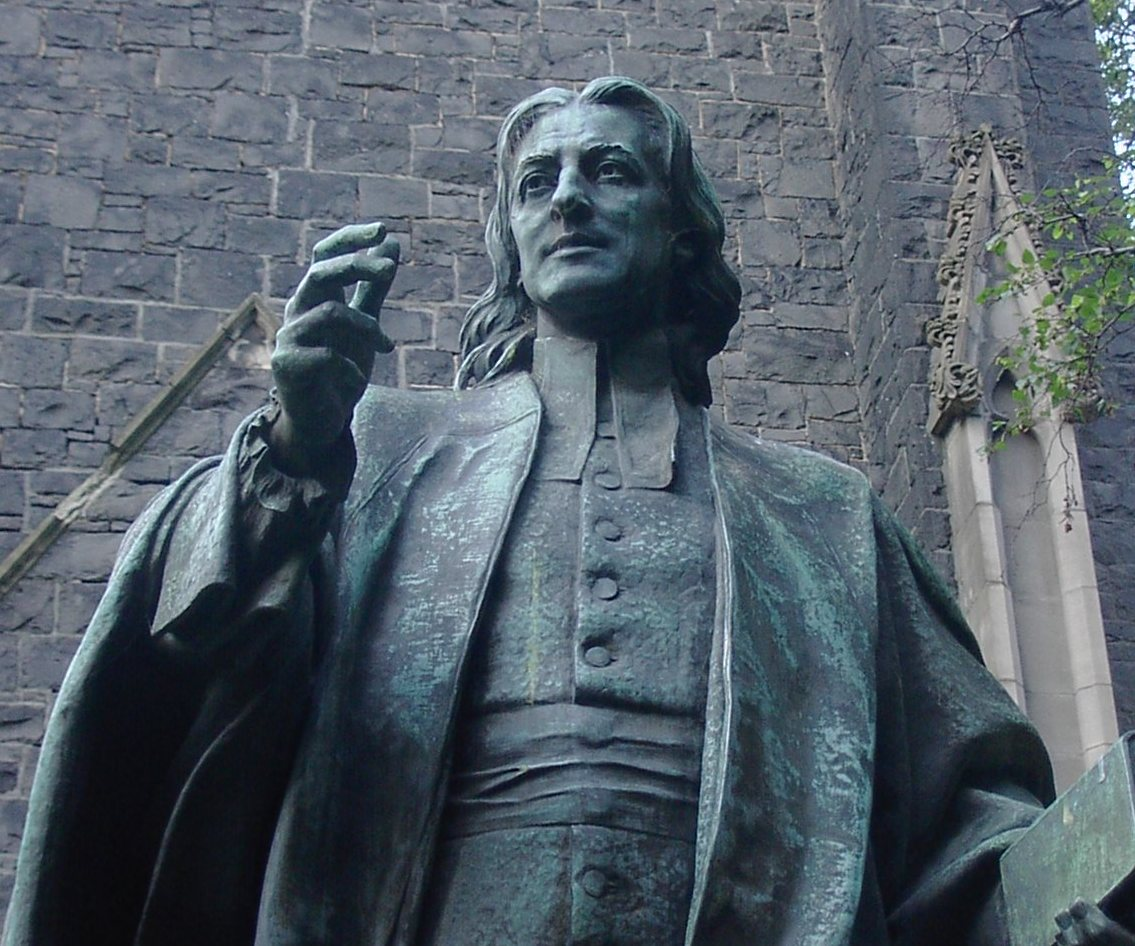
Статуя Уэсли рядом с церковью Уэсли в Мельбурне, Австралия
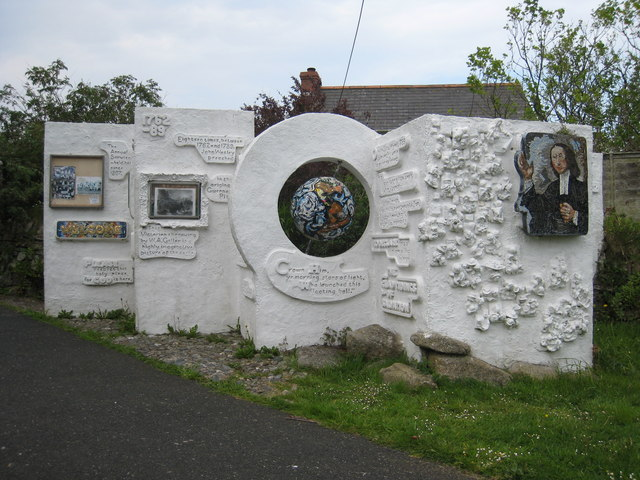
Рельеф в честь Уэсли Гвеннап, Корнуолл, Англия
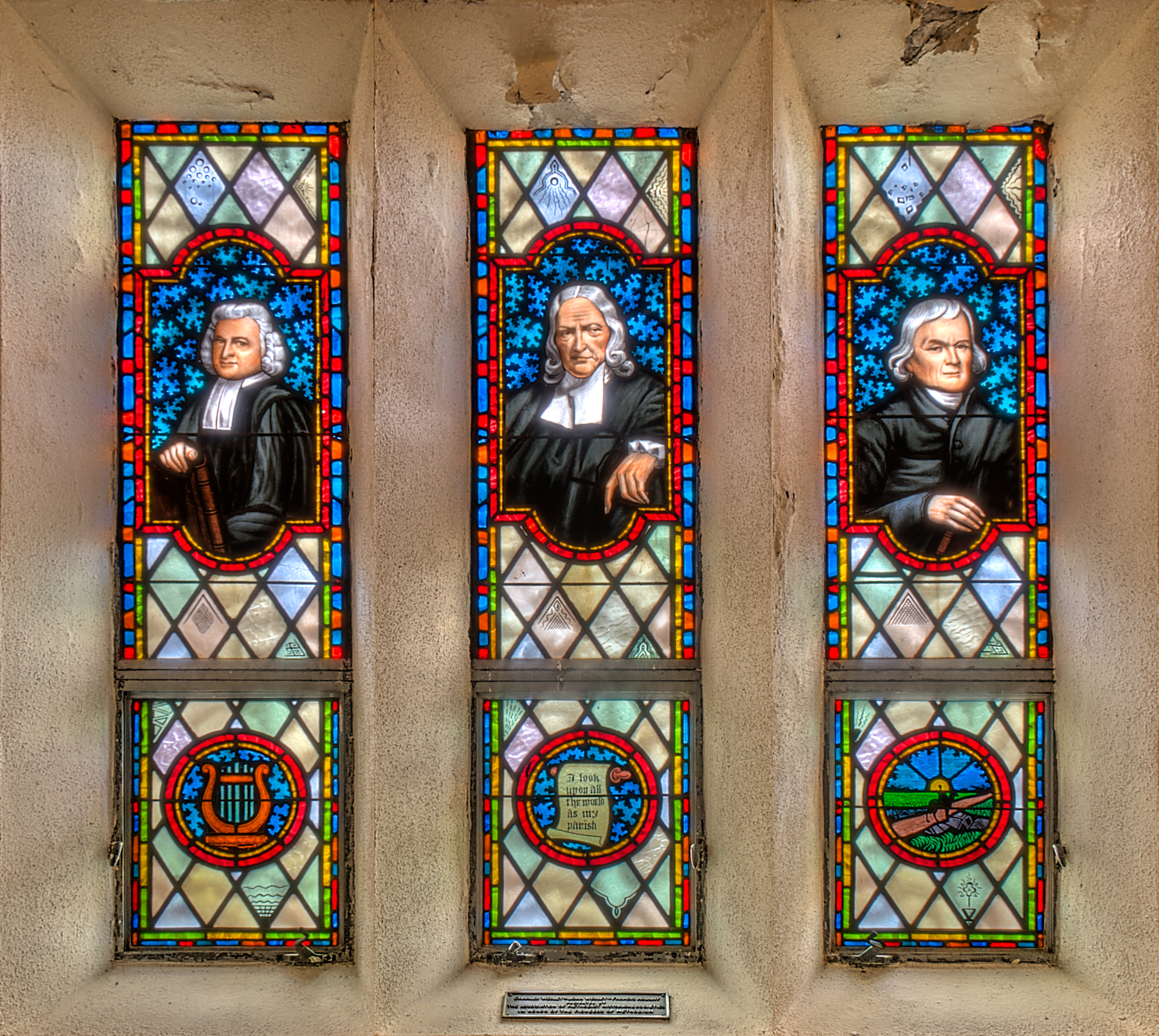
Витраж в Лэйк-Джаналаска, Северная Каролина
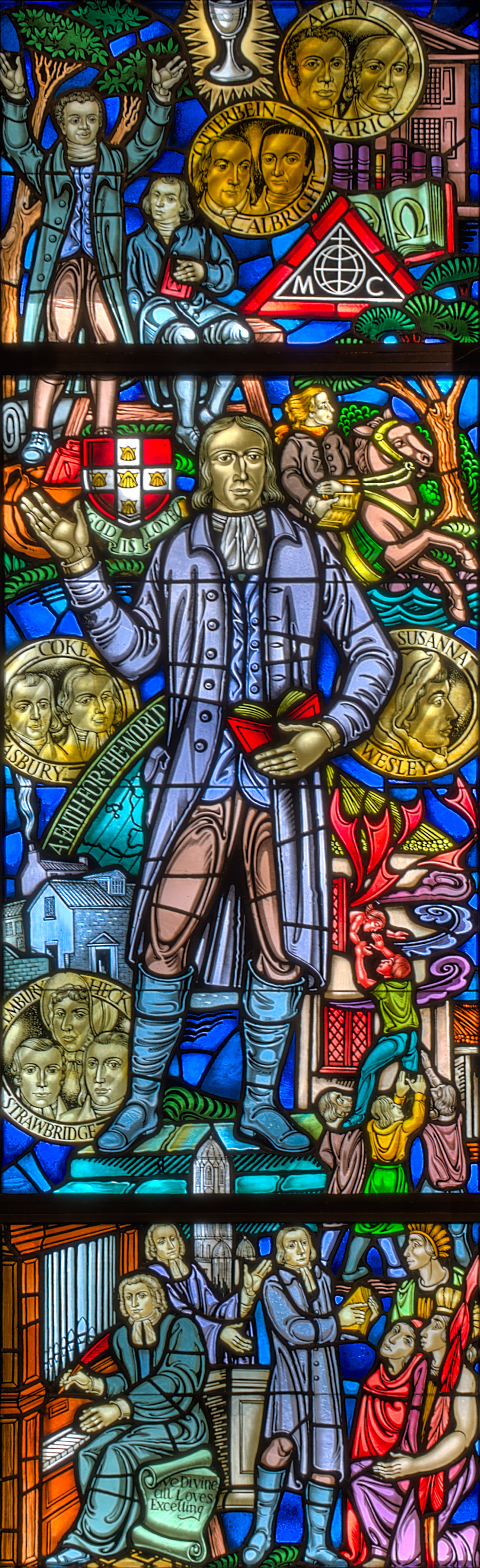
Витраж в Мировом музее методизма Лэйк-Джаналаска, Северная Каролина
Спуск миссионерского корабля Джона Уэсли в Вест Каус, остров Уайт, 23 сентября 1846 года

### В кино
В 1954 году комиссия Радио и Фильмов Методистской церкви Великобритании при поддержке Артура Ранка сняла фильм «Джон Уэсли». Фильм представляет собой биографию Джона Уэсли с Леонардом Саксом в главной роли.
В 2009 году в США вышел художественный телефильм режиссёра Джона Джекмана «Уэсли» (англ. Wesley), посвящённый жизни и деятельности знаменитого проповедника, в том числе попыткам нести Слово Божье индейским племенам Джорджии. Главную роль удачно исполнил американский актёр Бёрджесс Дженкинс, сумевший передать духовные терзания и богословские сомнения молодого Джона Уэсли, но обладающий, в отличие от реального исторического пастора, ростом в шесть футов (183 см).

### В музыке
В 1976 году Пенелопой Туэйтс, кавалером ордена Австралии был создан мюзикл Ride! Ride! (слова Алана Торнхилла), премьера которого состоялась в Вестминстерском театре (англ. Wesley в лондонском Вест-Энде. Это произведение основано на реальной истории восемнадцатилетней Марты Томпсон, находившейся в королевской больнице Бедлам, которая встретилась там с Уэсли. С тех пор у него было более 40 каверов, как любительских, так и профессиональных, включая концертную версию 1999 года, с Кит Мичелл в роли Уэсли.

## Комментарии
1. ↑  Соответственно, я назначил доктора Кока совместно с г-ном Фрэнсиса Эсбери руководителями наших братьев в Северной Америке [66]...
2. ↑  Это был первый раз, когда наши суперинтенданты стали называть себя епископами в протоколах. Они сами изменили название без согласия съезда; на следующем съезде они спросили проповедников, почему слово "епископ" не может стоять в протоколах, если это слово взято из Священного Писания, а его значение было таким же, как и "суперинтендант". Некоторые из проповедников выступили против изменения ... но большинство согласились оставить слово "епископ"[67].
3. ↑  Как ты можешь, как ты смеешь терпеть, как тебя называют епископом? Я вздрагиваю от одной этой мысли! Люди могут называть меня мошенником или дураком, негодяем, негодяем, и я не скажу ни слова; но они никогда с моего согласия не назовут меня епископом! Ради меня, ради Бога, ради Христа положи конец этому! [66]...
4. ↑  Слава Богу, с тех пор, как я отказался от мясной пищи и вина, я избавился от всех физических болезней[72].
5. ↑   [121]

### Книги
На русском:
- Карев А. В., Сомов К. В. История христианства. — Москва: ФСЕХБ, 1993.
- Уэсли : [арх. 3 января 2023] / Куропаткина О. В. // Уланд — Хватцев [Электронный ресурс]. — 2017. — С. 166. — (Большая российская энциклопедия : [в 35 т.] / гл. ред. Ю. С. Осипов ; 2004—2017, т. 33). — ISBN 978-5-85270-370-5.
- Кернс, Эрл. Дорогами христианства: история церкви. Москва.
- Морган, Роберт. «Связь времён. Живые судьбы»: 10 февраля. Три нянечки Уэсли. Шандал, 2001.
- Норт, Джеймс. «История церкви». От дня пятидесятницы до нашего времени. — Москва: Мирт, 2001.
- Уильям Дж. Петерсен. Любовь - это вздор, Джон и Молли Уэсли // 25 удивительных браков: Истории из жизни известных христиан = 25 Surprising Marriages. — 5-е изд. — Санкт-Петербург: Мирт, 2013. — С. 239—256. — 486 с. — ISBN 978-5-88869-288-2.
- Санников, С. В. Двадцать веков христианства. — Санкт-Петербург: Второе тысячелетие. Одесса, 2001. — Т. 2.
- Большой энциклопедический словарь: В 2-х т. (Гл. ред. А. М. Прохоров.- М.: Сов. энциклопедия, 1991. Т. 1.- 1991.
- «Хлеб наш насущный: ежедневное христианское чтение», Библейский радиокласс, 2001.
- Христианство: Энциклопедический Словарь: в 3 т. Гл. ред. С. С. Аверинцев. Москва: Научное издание «Большая Российская Энциклопедия», 1995.

На английском:
- William Abraham Bowen. Why Two Episcopal Methodist Churches in the United States?: A Brief History Answering this Question for the Benefit of Epworth Leaguers and Other Young Methodists (англ.). — Nashville, TN: Publishing house of the M.E. church, 1901.
- James Monroe Buckley. A History of Methodism in the United States (англ.). — New York: Harper & Brothers, 1898. — P. 88–89.
- Janet Burge. Women Preachers in Community: Sarah Ryan, Sarah Crosby, Mary Bosanquet (англ.). — Peterborough: Foundery Press, 1996. — P. 9. — ISBN 9781858520629.
- Adrian Burdon. Authority and order: John Wesley and his preachers (англ.). — Aldershot: Ashgate, 2005. — P. 23. — ISBN 978-0-7546-5454-4.
- Daniel L. Burnett. In the Shadow of Aldersgate: An Introduction to the Heritage and Faith of the Wesleyan Tradition (англ.). — La Vergne: Wipf and Stock, 2005.
- Vicki Tolar Burton. Spiritual Literacy in John Wesley's Methodism: Reading, Writing, and Speaking to Believe (англ.). — Waco,TX: Baylor University Press, 2008. — P. 164. — ISBN 9781602580237.
- H. K. Carroll. Wesley, John // The New Schaff-Herzog Encyclopedia of Religious Knowledge (англ.). — Grand Rapids: Baker, 1953. — Vol. 12. — P. 310. — ISBN 9781602580237.
- Paul Wesley Chilcote. She Offered Them Christ: The Legacy of Women Preachers in Early Methodism (англ.). — Eugene, OR: Wipf and Stock, 1993. — ISBN 1579106684.
- Paul Wesley Chilcote. John Wesley and the Women Preachers of Early Methodism (англ.). — Metuchen, N.J.: Scarecrow Press, 1991. — P. 121–122. — ISBN 0810824140.
- Bufford W. Coe. John Wesley and Marriage (англ.). — Bethlehem: Lehigh University Press, 1996. — ISBN 0934223394.
- Kenneth J. Collins. John Wesley A Theological Journey (англ.). — Nashville Tennessee: Abingdon Press, 2003.
- R. J. Cooke. The historic episcopate: a study of Anglican claims and Methodist orders (англ.). — New York: Eaton & Mains, 1896.
- Henry  Craik. John Wesley (1703–1791). A Man of One Book // English prose selections (англ.). — London: Macmillan, 1916. — Vol. 9.
- Donald W. Dayton. Theological Roots of Pentecostalism (англ.). — Peabody, MA: Hendrickson Pub., 1987. — ISBN 0-8010-4604-1.
- Frederick A. Dreyer. The Genesis of Methodism (англ.). — Bethlehem, N.J.: Lehigh University Press, 1899. — P. 27.
- Andrew Mark Eason. Women in God's Army: Gender and Equality in the Early Salvation Army (англ.). — Waterloo, Ont.: Wilfrid Laurier University Press, 2003. — P. 78. — ISBN 9780889208216.
- W. Stephen Gunter. An Annotated Content Index. The Arminian Magazine, Vols. 1–20 (1778–1797) (англ.). — Oxford: Duke Divinity School, 2011.
- Geordan Hammond. John Wesley in America: Restoring Primitive Christianity (англ.). — Oxford: Oxford University Press, 2014. — P. 106.
- Elaine A. Heath. Naked Faith: The Mystical Theology of Phoebe Palmer (англ.). — Cambridge: James Clarke & Co, 2010. — P. 60–61. — ISBN 0227903315.
- Gordon Bradley Hindle. Provision for the Relief of the Poor in Manchester, 1754–1826 (англ.). — Manchester: Manchester University Press for the Chetham Society, 1977. — P. 78–79.
- H. W. Holden. John Wesley in company with high churchme (англ.). — London: Church Press Co., 1870. — P. 57—59.
- J. F. Hurst. John Wesley the Methodist : a plain account of his life and work (англ.). — New York: Methodist Book Concern, 1903.
- Carolyn Passig Jensen. The Spiritual Rhetoric of Early Methodist Women: Susanna Wesley, Sarah Crosby, Mary Bosanquet Fletcher, and Hester Rogers (англ.). — Norman, Oklahoma: University of Oklahoma, 2013. — P. 120.
- Lucy Passig Johnstone. Users and Abusers of Psychiatry: A Critical Look at Psychiatric Practice (англ.). — London: Routledge, 2000. — P. 152. — ISBN 0-415-21155-7.
- William Law. A Serious Call to a Devout and Holy Life (англ.). — Peabody, MA: Hendrickson Publishers, 2009.
- Anna M. Lawrence. One Family Under God: Love, Belonging, and Authority in Early Transatlantic Methodism (англ.). — Philadelphia: University of Pennsylvania Press, 2011. — P. 134–136. — ISBN 0812204174.
- Jesse Lee. A Short History of the Methodists in the United States of America (англ.). — Baltimore: Magill and Clime, 1810.
- Jennifer M. Lloyd. Women and the Shaping of British Methodism: Persistent Preachers, 1807–1907 (англ.). — Oxford: Manchester University Press, 2009. — ISBN 978-1-84779-323-2.
- Calvin McDonald. From the Coffin to the Cross: A Much Needed Awakening (англ.). — Bloomington Drive: WestBow Press, 2012. — P. 117. — ISBN 978-1-4497-7791-3.
- Methodist Church (Great Britain). The Constitutional Practice and Discipline of the Methodist Church (англ.). — London: Methodist Publishing, 2019. — Vol. 2. — P. 499. — ISBN 978-1-84779-323-2.
- Thomas C. Oden. John Wesley's Teachings // Pastoral Theology (англ.). — Grand Rapids, MI: Zondervan, 2013. — Vol. 3. — P. 117. — ISBN 978-0310587095.
- Ronald Patterson. The Book of Discipline of the United Methodist Church, 1984 (англ.). — Nashville, TN: United Methodist Publ. House, 1984. — P. 77.
- Rod Preece. Sins of the Flesh: A History of Ethical Vegetarian Thought (англ.). — University of British Columbia Press, 2008. — ISBN 978-0-7748-5849-6.
- Abel Stevens. The History of the Religious Movement of the Eighteenth Century, called Methodism (англ.). — London: Carlton & Porter, 1858. — Vol. 1. — P. 155.
- Don Thorsen. The Wesleyan quadrilateral : scripture, tradition, reason & experience as a model of evangelical theology (англ.). — Lexington, Ky: Emeth Press, 2005.
- Penelope Thwaites. Ride! Ride! (англ.). — Surrey, England: Somm Recordings, 2000. — P. 57—59.
- Stephen Tomkins. John Wesley : a biography (англ.). — Oxford: Lion Books, 2003.
- Mark Tooley. Minutes of Proceedings of the Royal Artillery Institution (англ.). — Woolwich: Royal artillery institution, 1870. — Vol. 6. — P. 48.
- Stephen Seamands. Ministry in the Image of God: The Trinitarian Shape of Christian Service. — Downers Grove, Ill.: InterVarsity Press, 2005. — 189 p. — ISBN 978-0830833382.

### Статьи
- Henry Abelove. John Wesley's plagiarism of Samuel Johnson and its contemporary reception (англ.) // The Huntington Library Quarterly : журнал. — 1997. — Vol. 59, iss. 1. — P. 73–80.
- Anderson, Lesley G. John Wesley and His Challenge to Alcoholism (англ.). Wesley Heritage Foundation (2001). Дата обращения: 22 мая 2016. Архивировано из оригинала 27 марта 2009 года.
- E. Ralph Bates. Wesley's Property Deed for Bath (англ.) // Proceedings of the Wesley Historical Society : журнал. — Wesley Historical Society, 1983. — Vol. 44, iss. 2. — P. 5–35.
- BBC. BBC reveals 100 great British heroes (англ.). BBC News (2002). Дата обращения: 9 декабря 2019.
- BBC. Methodist Church (англ.). BBC (2011). Дата обращения: 13 декабря 2015.
- BBC Humberside. John Wesley at Epworth (англ.). BBC Humberside (2008). Дата обращения: 16 января 2016.
- Bowman, John S. John Wesley Trial: 1737 – Threats, Flight, And A New Church (англ.). Law Library – American Law and Legal Information (2019). Дата обращения: 9 декабря 2019.
- Brownlow, George Washington. John Wesley Preaching from His Father's Tomb at Epworth (англ.). Art UK (1859). Дата обращения: 20 сентября 2016.
- Busenitz, Nathan. John Wesley's Failed Marriage (англ.). the Cripplegate (2013). Дата обращения: 7 июля 2014.
- Brycchan Carey. John Wesley's Thoughts Upon Slavery and the Language of the Heart (англ.) // The Bulletin of the John Rylands University Library of Manchester : журнал. — 2003. — Vol. 85, iss. 2—3. — P. 269–284.
- Carey, Brycchan. John Wesley (1703–1791) (англ.). British Abolitionists (2002). Дата обращения: 13 декабря 2019.
- Christianity.com. John Wesley's Heart Strangely Warmed (англ.). Christianity.com (2007). Дата обращения: 9 декабря 2019.
- Kai Dose. A Note on John Wesley's Visit to Herrnhut in 1738 (англ.) // Wesley and Methodist Studies : журнал. — 2015. — Vol. 7, iss. 1. — P. 117–120. — doi:10.5325/weslmethstud.7.1.0117. — JSTOR 10.5325/weslmethstud.7.1.0117.
- John C. English. 'Dear Sister': John Wesley and the Women of Early Methodism (англ.) // Methodist History : журнал. — 1994. — Vol. 33.1. — P. 32.
- Graves, Dan. 1st Methodist Conference Convened in London (англ.). Christianity. Дата обращения: 9 декабря 2019.
- Green, Roger J. 1738 John & Charles Wesley Experience Conversions (англ.). Christianity Today (2019). Дата обращения: 9 декабря 2019.
- Hodges, Sam. Re-evaluating John Wesley's time in Georgia (англ.). United Methodist Church News (2014).
- IMDb. Wesley (2009) (англ.). The Internet Movie Database. Amazon.com (2019). Дата обращения: 13 декабря 2019.
- Iovino, Joe. The method of early Methodism: The Oxford Holy Club (англ.). United Methodist Church (2016). Дата обращения: 9 декабря 2019.
- Johnson, Paul. Was there madness in his Methodism? (англ.). Telegraph (2002). Дата обращения: 9 декабря 2019.
- Kiefer, James. John & Charles Wesley: Renewers of the Church (3 mar 1791) (англ.). The Lectionary (2019). Дата обращения: 9 декабря 2019.
- LAMC. A brief history and the structure of Methodism (англ.). Launceston Area Methodist Churches. Дата обращения: 10 декабря 2019. Архивировано из оригинала 14 декабря 2019 года.
- Lane, Mark H. John Wesley Receives the Holy Spirit at Aldersgate (англ.). Bible Numbers for Life (2015). Дата обращения: 13 декабря 2015.
- Manchester City Council. Stevenson Square Conservation Area: History (англ.). Manchester City Council. Manchester City Council (2019). Дата обращения: 17 января 2018.
- Martin, Gary. Agree to disagree (англ.). The Phrase Finder (2019). Дата обращения: 13 декабря 2019.
- K. Steve McCormick. Theosis in Chrysostom and Wesley: An Eastern Paradigm of Faith and Love (англ.) // Wesleyan Theological Journal : журнал. — Wesley Center for Applied Theology, 1991. — Vol. 26. — P. 38—103.
- Mellor, G. Howard. The Wesleyan Quadrilateral (англ.). Methodist Evangelicals Together (2003). Дата обращения: 26 декабря 2016.
- Miller, Andrew. John Wesley's "Grand Depositum" and Nine Essentials from Primitive Methodism (англ.). Seedbed (2012).
- Oakes, Edward T. John Wesley: A Biography (англ.). First Things. Дата обращения: 13 декабря 2019.
- F.M. Parkinson. Class Tickets (англ.) // Proceedings of the Wesley Historical Society : журнал. — Wesley Historical Society, 1898. — Vol. 1, iss. 5. — P. 129–137.
- Ratcliffe, Richard. The Family of John and Charles Wesley (англ.). My Wesleyan Methodists (2019). Дата обращения: 9 декабря 2019.
- Ross, Stacey, Kathy W. John Wesley and Savannah (англ.). Savannah Images Project (1998). Дата обращения: 18 сентября 2007. Архивировано из оригинала 19 января 2000 года.
- Smith, James-Michael. Wesley's Doctrine of Christian Perfection (англ.). Smith (2010). Дата обращения: 20 сентября 2016.
- Spiak, Jody. The Itinerant System: The Method(ists) Behind the Madness (англ.). UMC of Milton-Marlboro (2011). Дата обращения: 9 декабря 2019.
- The Asbury Triptych. John Wesley's Foundry Church (англ.). The Asbury Triptych (2019). Дата обращения: 9 декабря 2019.
- The Guide to Musical Theatre. Ride! Ride! (англ.). The Guide to Musical Theatre (2014). Дата обращения: 13 декабря 2019.
- The Methodist Church. History: Social Justice (англ.). Methodist Church in Britain (2019). Дата обращения: 13 декабря 2019.
- The Methodist Church. The Holy Club (англ.). The Methodist Church (2011).
- The New Room Bristol. New Room Archives (англ.). The New Room Bristol, John Wesley’s Chapel (2017). Дата обращения: 20 июля 2018.
- Tooley, Mark. John Wesley and Religious Freedom (англ.). First Things (2014). Дата обращения: 13 декабря 2015.
- Karen B. Westerfield Tucker. John Wesley's Prayer Book Revision: The Text in Context (англ.) // Methodist History : журнал. — General Commission on Archives and History, United Methodist Church, 1996. — Июль (vol. 34, iss. 4). — P. 230–247.
- UMC of Indiana. The Christmas Gift: A New Church (англ.). Manchester City Council. The United Methodist Church of Indiana (2019). Дата обращения: 11 декабря 2019.
- Williams, Robert J. Marking John Wesley's birthday in his words (англ.). UM News (2012). Дата обращения: 13 декабря 2019.
- Young Hwi Yoon. The Spread of Antislavery Sentiment through Proslavery Tracts in the Transatlantic Evangelical Community, 1740s–1770s (англ.) // Church History : журнал. — 2012. — Vol. 81, iss. 2. — P. 355.
- A Methodist Model Of Worship: John Wesley’s Sunday Service Part I (англ.). Worship Training. Дата обращения: 3 марта 2020.

## Дополнительные литература
- William J. Abraham. Wesley for Armchair Theologians (англ.). — Louisville: Presbyterian Publishing Corporation, 2005.
- Janet Benge, Geoff Benge. John Wesley: The World His Parish (англ.). — Seattle, WA: YWAM Publishing, 2011.
- Francis 'Woodie' Blackman. John Wesley 300: Pioneers, Preachers and Practitioners (англ.). — Babados: Panagraphix Inc, 2003.
- Ole E. Borgen. John Wesley on the Sacraments: a Theological Study (англ.). — Grand Rapids, MI.: Francis Asbury Press, 1985.
- Kenneth J. Collins. Wesley on Salvation: A Study in the Standard Sermons (англ.). — Grand Rapids, MI.: Francis Asbury Press, 1989.
- Kenneth J. Collins. The Scripture Way of Salvation: The Heart of John Wesley's Theology (англ.). — Nashville, TN: Abingdon Press, 1997.
- Kenneth J. Collins. The Theology of John Wesley: Holy Love and the Shape of Grace (англ.). — Nashville, TN: Abingdon Press, 2007.
- Richard Green. John Wesley, evangelist (англ.). — London: Religious tract Society, 1905.
- Geordan Hammond. John Wesley in America: Restoring Primitive Christianity (англ.). — Oxford: Oxford University Press, 2014.
- Steve Harper. The Way to Heaven: The Gospel According to John Wesley (англ.). — Grand Rapids: Zondervan, 2003.
- Daniel R. Jennings. The Supernatural Occurrences of John Wesley (англ.). — Sean Multimedia, 2005.
- Harald Lindström. Wesley and Sanctification: A Study in the Doctrine of Salvation (англ.). — London: Epworth Press, 1946.
- Randy L. Maddox, Jason E. Vickers. The Cambridge Companion to John Wesley (англ.). — Cambridge: Cambridge University Press, 2010.
- Thomas Oden. John Wesley's Scriptural Christianity: A Plain Exposition of His Teaching on Christian Doctrine (англ.). — Grand Rapids, MI: Zondervan, 1994.
- Vinson Synan. The Holiness-Pentecostal Tradition: Charismatic Movements in the Twentieth Century (англ.). — Grand Rapids, MI: W.B. Eerdmans Pub. Co., 1997.
- G. W. Taylor. John Wesley and the Anglo-Catholic Revival (англ.) // Making of the modern world, part III (1890–1945) : журнал. — London: Society for Promoting Christian Knowledge, 1905.
- John Tedford. The life of John Wesley (англ.). — New York: Eaton & Mains, 1885.
- Jason E. Vickers. Wesley: A Guide for the Perplexed (англ.). — London: T & T Clark, 2009.